# STS-132
STS-132 — космический полёт MTKK «Атлантис» по программе «Спейс Шаттл». Продолжение сборки Международной космической станции. 34-й полёт шаттла к Международной космической станции. Предпоследний полёт шаттла «Атлантис».

## Экипаж
- (НАСА): Кеннет Хэм (англ.  Kenneth T. Ham ) (2-й космический полёт) — командир экипажа;
- (НАСА): Тони Антонелли (англ.  Tony Antonelli) (2) — пилот;
- (НАСА): Майкл Гуд (англ. Michael Good) (2), специалист полёта;
- (НАСА): Пирс Селлерс (англ. Piers Sellers) (3) — специалист полёта;
- (НАСА): Стивен Боуэн (англ.  Stephen G. Bowen) (2) — специалист полёта;
- (НАСА): Гаррет Райзман (англ. Garrett Reisman) (2) — специалист полёта.

Все члены экипажа имеют опыт космических полётов. Пирс Селлерс совершил два космических полёта, остальные по одному.

## Цель

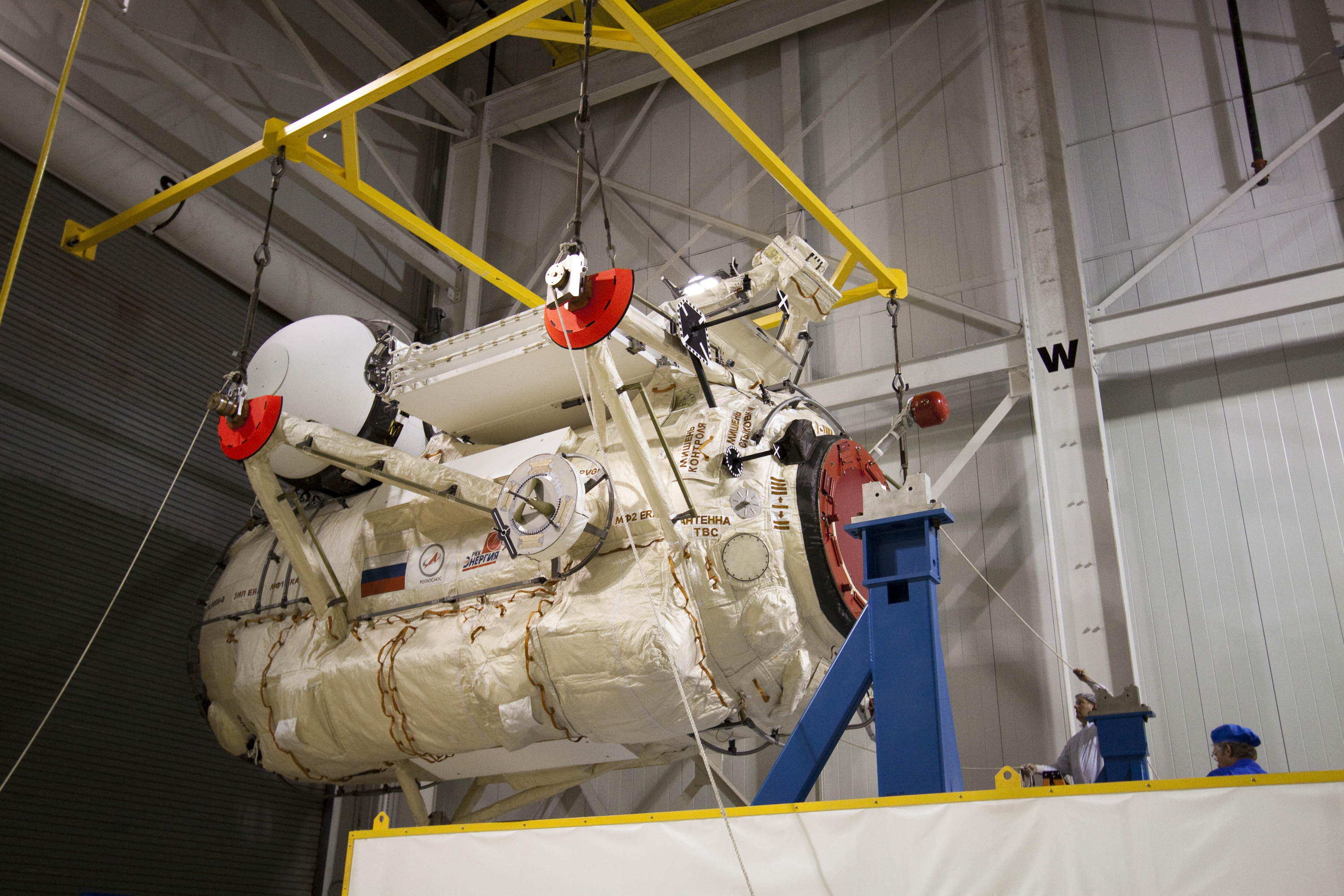
Окончательный вид Стыковочно-грузового модуля, перед запуском в космос

Доставка научного оборудования и запасных частей для МКС, в том числе: шесть новых аккумуляторных батарей, запасные части для канадского робота-манипулятора «Декстр». Доставка и пристыковка российского Стыковочно-грузового модуля «Рассвет» к нижнему порту модуля «Заря». Вес модуля «Рассвет» составляет 7,8 тонны, его длина 7 метров. Внутри модуля «Рассвет» упакованы российские и американские грузы для экипажа МКС общим весом около 1,4 тонн.

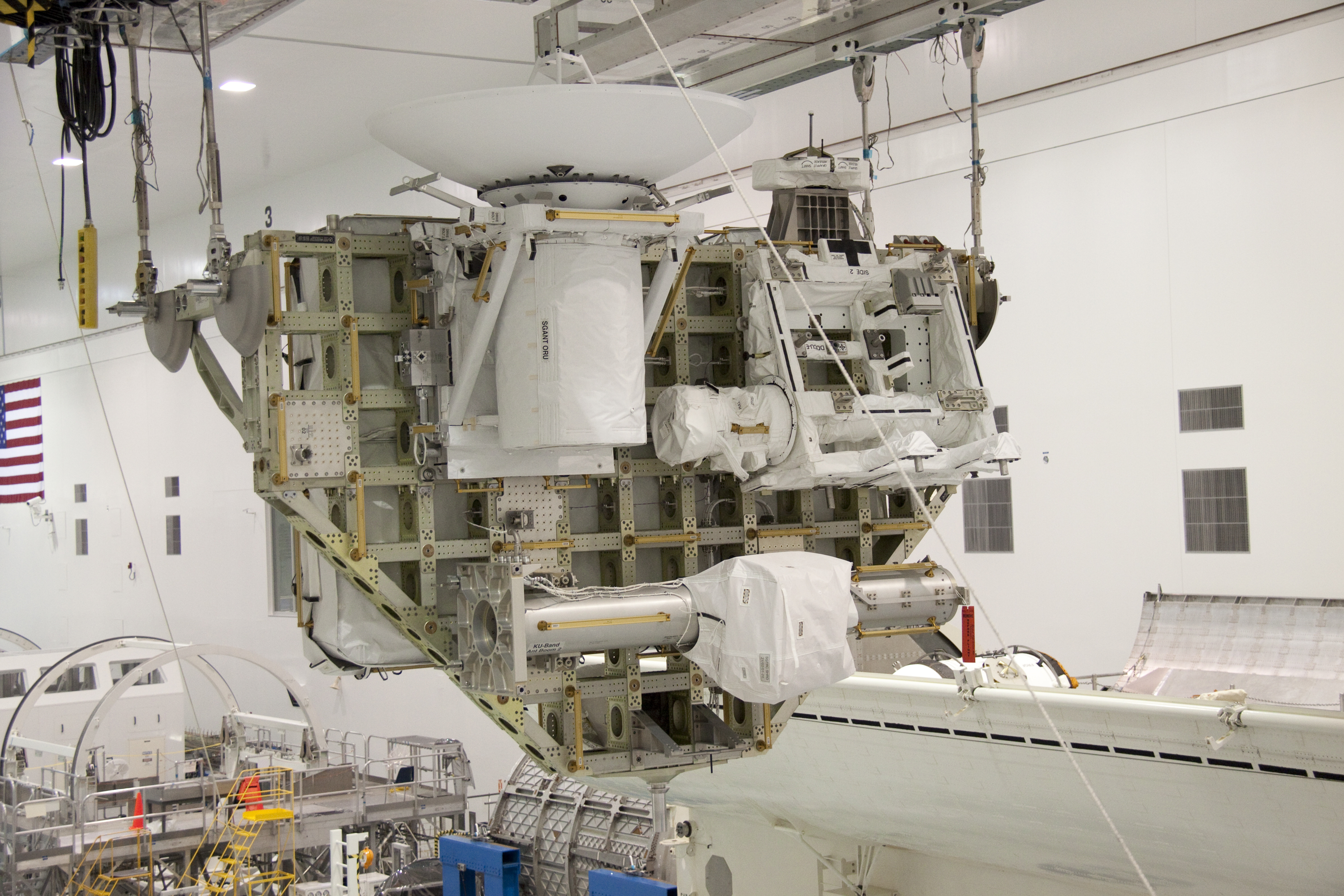
Транспортная платформа с оборудованием для МКС.

На внешней поверхности модуля «Рассвет» закреплены радиатор, шлюзовой модуль и запасной локтевой элемент европейского манипулятора ERA. Радиатор, внешняя рабочая платформа, шлюзовой модуль и европейский робот-манипулятор будут установлена на российском многофункциональном лабораторном модуле «Наука», который планируется к установке на МКС в первом квартале 2012 года.
Во время трёх запланированных выходов в открытый космос, астронавтам предстояло заменить шесть аккумуляторных батарей на сегменте P6 ферменной конструкции станции, установить антенну Ku диапазона и дополнительные инструменты на канадском роботе-манипуляторе «Декстр».
Аккумуляторы, запасные части для канадского робота-манипулятора и антенна Ku диапазона были размещены на транспортной платформе, на которой находилась в грузовом отсеке шаттла.

## Выходы в открытый космос
Во время полёта было осуществлено три выхода в открытый космос.
- Выход 1 — Рейсман и Боуен
- Цели: Установка антенны Ku диапазона, установка дополнительных инструментов на роботе «Декстр».
- Начало: 17 мая 2010 — 11:54 UTC
- Окончание: 17 мая 2010 — 19:19 UTC
- Продолжительность: 7 часов 25 минут.

Это 144-й выход в космос связанный с МКС.
Это 2-й выход в космос для Рейсмана и 4-й выход для Боуена.
- Выход 2 — Боуен и Гуд
- Цели: Замена первого комплекта батарей на сегменте Р6.
- Начало: 19 мая 2010 — 10:38 UTC
- Окончание: 19 мая 2010 — 17:47 UTC
- Продолжительность: 7 часов 7 минут.

Это 145-й выход в космос связанный с МКС.
Это 5-й выход в космос для Боуена и 3-й выход для Гуда.
- Выход 3 — Гуд и Рейсман
- Цели: Замена второго комплекта батарей на сегменте Р6.
- Начало: 21 мая 2010 — 10:27 UTC
- Окончание: 21 мая 2010 — 17:13 UTC
- Продолжительность: 6 часов 46 минут.

Это 146-й выход в космос связанный с МКС.
Это 4-й выход в космос для Гуда и 3-й выход для Рейсмана.

## Подготовка к полёту
14 мая 2009 года был назван экипаж миссии «Атлантис» STS-132. Командиром корабля назван Кеннет Хэм, пилотом — Энтони Антонелли, специалисты полёта — Стивен Бовен, Карен Ниберг, Гаррет Рейсман и Пирс Селлерс. Кеннет Хэм совершил один космический полёт в мае 2008 года на шаттле «Дискавери» STS-124. Тони Антонелли совершил полёт в 2009 году на шаттле «Дискавери» STS-119. Стивен Бовен совершил свой первый полёт в ноябре 2008 года на шаттле «Индевор» STS-126. Карен Ниберг совершила полёт в мае 2008 году на шаттле «Дискавери» STS-124. Гаррет Рейсман был участником 16-й экспедиций МКС. Пирс Селлеос в третий раз летит в космос, до этого он был участником миссий «Атлантис» STS-112 и «Дискавери» STS-121.
11 августа 2009 года. Первоначально в экипаж входила Карен Ниберг (англ.  Karen L. Nyberg ), но 11 августа, по точно не названным медицинским показанием, она была выведена из экипажа. Вместо Ниберг в экипаж назначен Майкл Гуд.

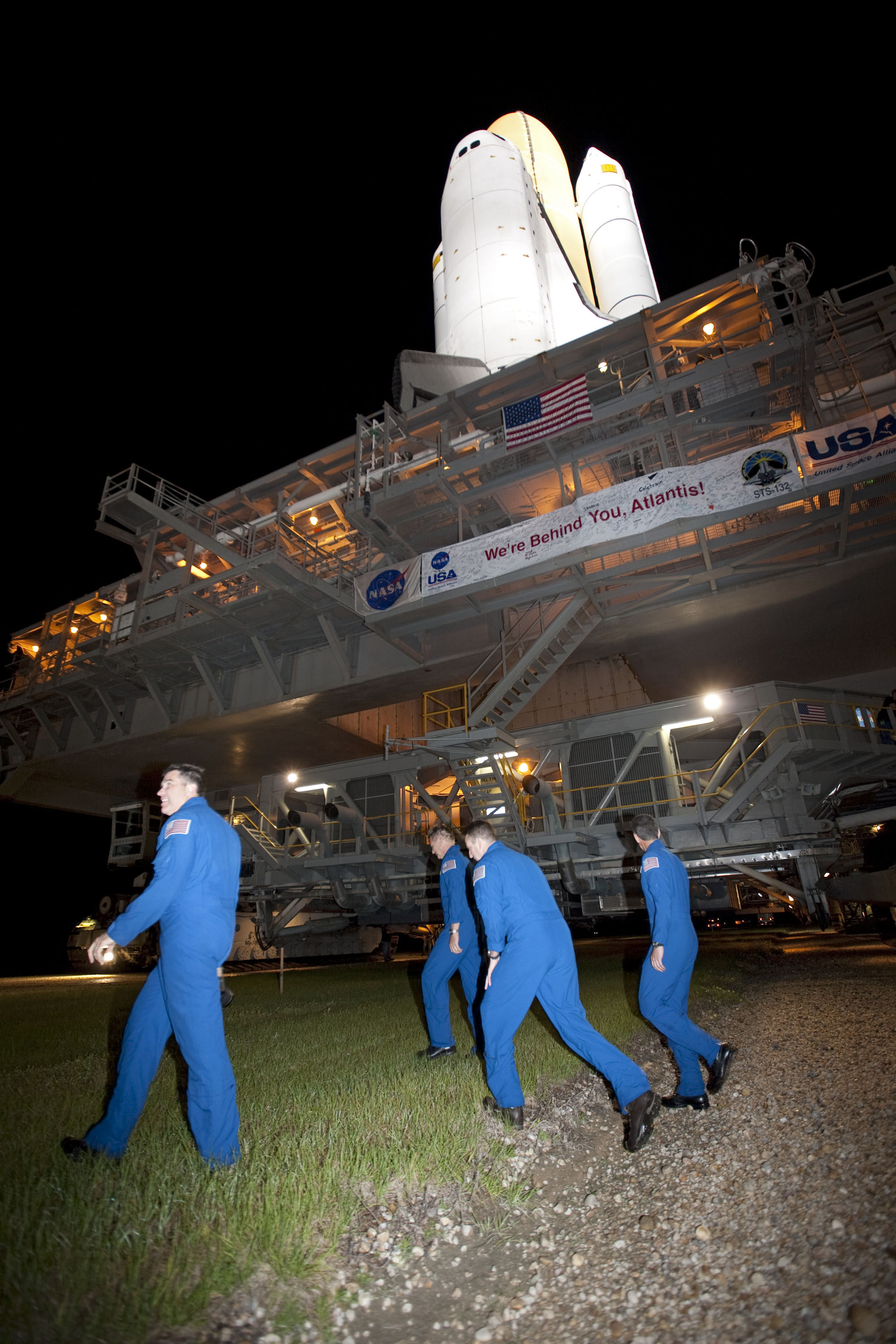
Экипаж сопровождает «Атлантис» во время его перевозки на стартовую площадку.

13 апреля 2010 года Шаттл «Атлантис» был перевезён из ангара в здание вертикальной сборки, для подготовки к полёту, назначенному на май 2010 года. Перевозка началась в 11 часов по Гринвичу (7 часов летнего времени восточного побережья США) и закончилась в 15 часов.
22 апреля в 10 часов 4 минуты шаттл «Атлантис» установлен на стартовой площадке 39А. Перевозка из здания вертикальной сборки была задержана на сутки из-за проливных дождей и грозы в районе космодрома. Перевозка началась в 3 часа 31 минуту, по местному времени в 23 часа 31 минуту 21 апреля, и продолжалась 6 часов 33 минуты.
25 апреля в грузовом отсеке «Атлантиса» был помещён контейнер с полезными грузами.
5 мая объявлена официальная дата и время старта шаттла «Атлантис» STS-132 — 14 мая 18 часов 20 минут по Гринвичу (14 часов 20 минут летнего времени восточного побережья США). С 14 по 18 мая имелось четыре возможности для старта. Если по каким-либо причинам старт «Атлантиса» не состоялся бы в эти дни, то старт пришлось бы переносить на конец июня.

## Описание полёта

### Старт и первый день полёта
18:20 14 мая — 00:20 15 мая

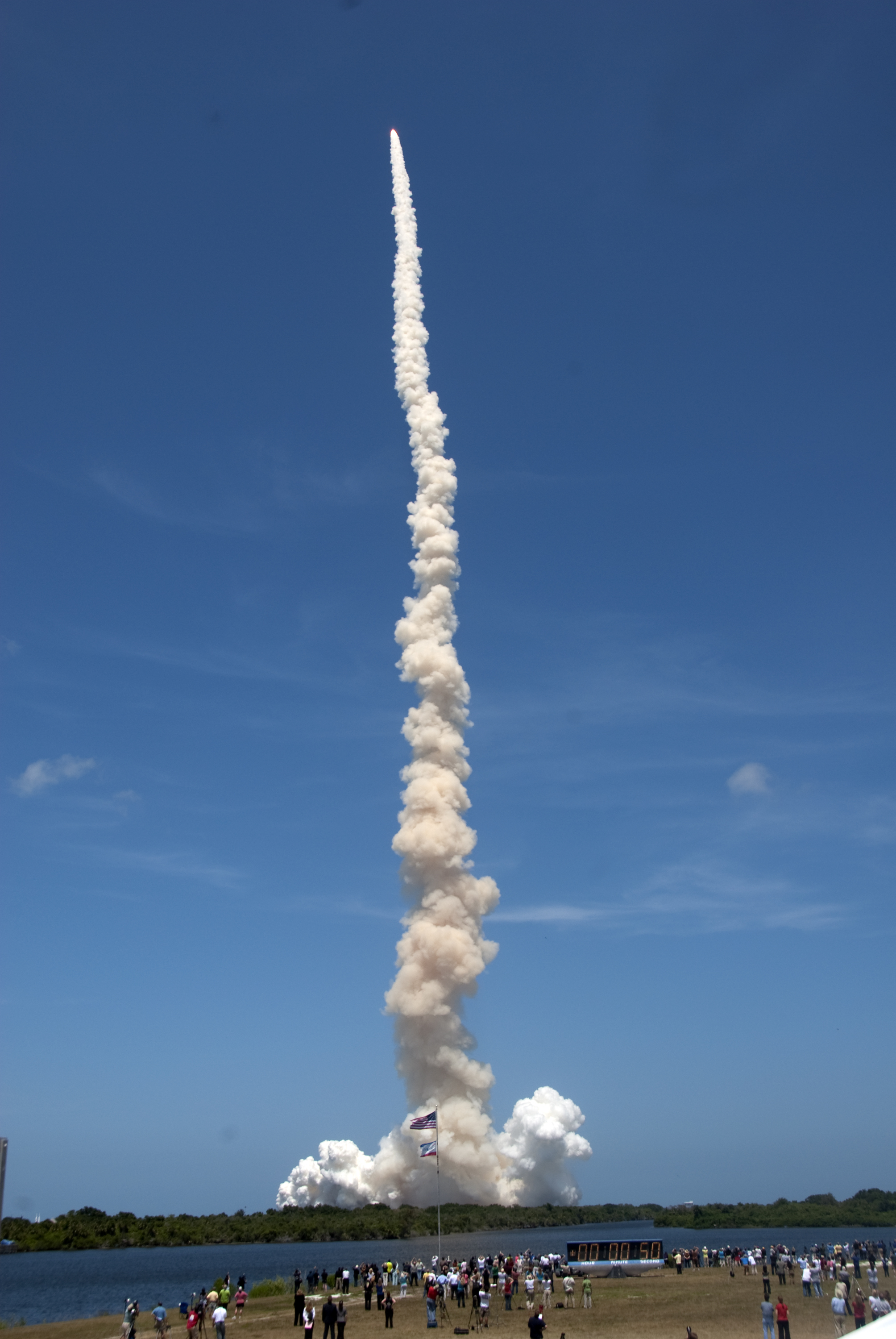
Старт «Атлантиса».

14 мая в 8 часов 55 минут началась, рассчитанная на три часа, закачка жидких кислорода и водорода во внешний топливный бак шаттла. В 11 часов 56 минут заправка была закончена.
В 14 часов 30 минут экипаж в специальном автобусе направился к стартовой площадке 39А, на которой установлен «Атлантис». Через пятнадцать минут экипаж прибыл на стартовую площадку и на лифте поднялись на высоту 59 метров к входному люку «Атлантиса». Первым своё место в кабине шаттла занял командир экипажа Кеннет Хэм. За ним последовали: Стивен Боуен, Тони Антонелли, Пирс Селлерс, Гарретт Рейсман и Майкл Гуд.

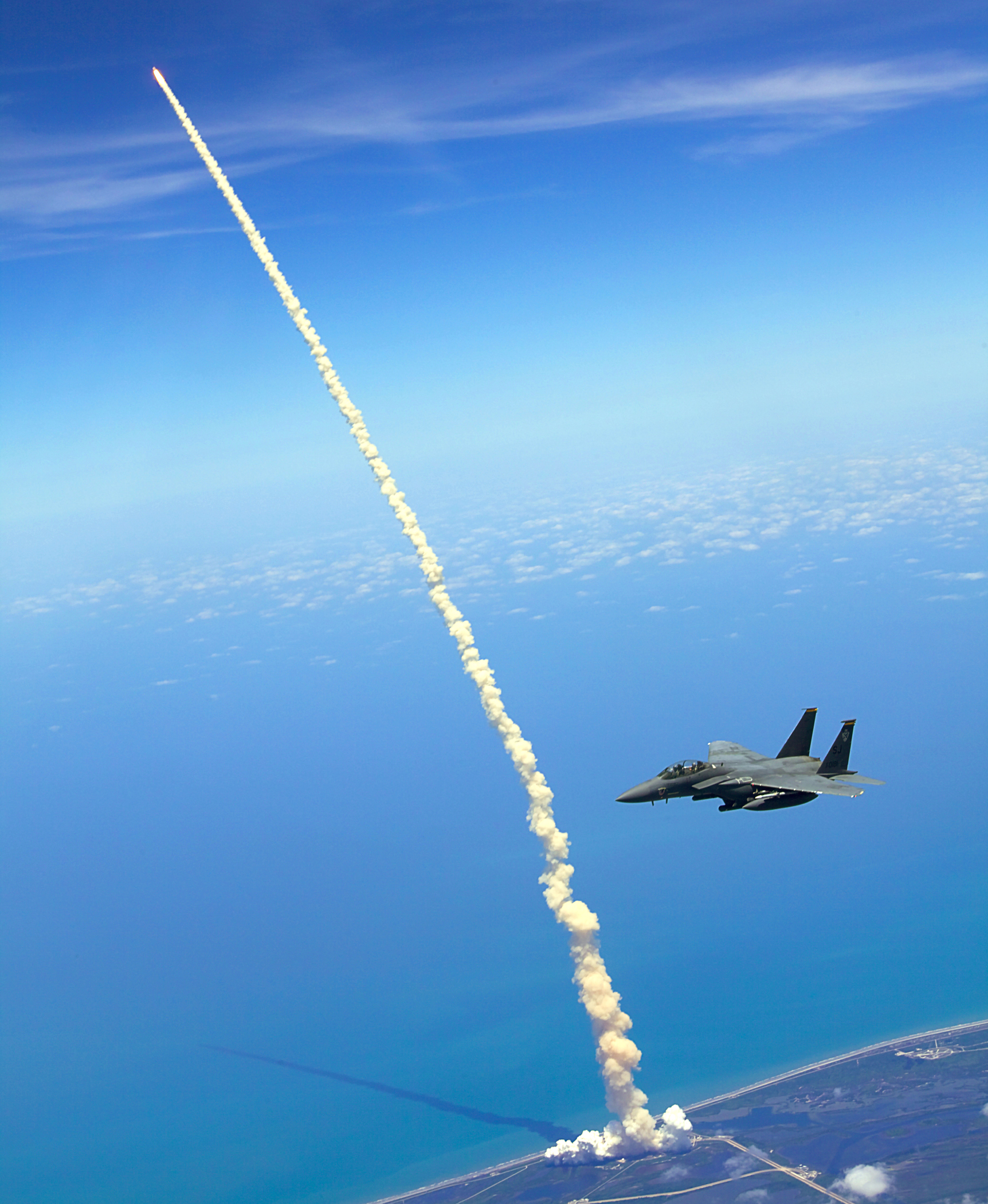
Старт «Атлантиса». Снимок сделан из самолёта.

В 16 часов 9 минут был закрыт люк шаттла. Погода во Флориде благоприятствует для старта: слабая облачность, восточный ветер 10 — 15 узлов, температура 25 °C (78 °F). На случай аварийной посадки выбран аэродром в испанской Сарагосе.
14 мая в 18 часов 20 минут 9 секунд по Гринвичу (14 часов 20 минут летнего времени восточного побережья США) шаттл «Атлантис» STS-132 стартовал к Международной космической станции.
Через 2 минуты 10 секунд после старта отстрелены отработавшие твердотопливные ускорители. Через 2 минуты 10 секунд после старта «Атлантис» находится на высоте 75 км, на расстоянии 140 км от стартовой площадки и удаляется со скоростью 5900 км/ч. Через 5 минут 30 секунд после старта «Атлантис» находится на высоте 108 км, на расстоянии 450 км от стартовой площадки и удаляется со скоростью 12400 км/ч. Через 8 минут старта «Атлантис» находится на расстоянии 1250 км от стартовой площадки и удаляется со скоростью 24900 км/ч.
В 18 часов 28 минут выключены двигатели шаттла и отстрелян внешний топливный бак. Параметры орбиты «Атлантиса»: 252 × 67 км. В 18 часов 59 минут проведена коррекция орбиты, параметры которой стали: 260 × 181 км.
В 19 часов 57 минут открыт грузовой отсек шаттла. В 20 часов 6 минут раскрыта антенна Ku диапазона. В 22 часа 43 минуты астронавты начали тестировать робот-манипулятор.

### Второй день полёта
8:20 15 мая — 23:20 15 мая
Проведена очередная корректировка орбиты. Новые параметры орбиты «Атлантиса»: 268 × 230 км.
Обследование теплозащитного покрытия шаттла с помощью лазерного сканера и высокоразрешающей камеры, установленных на удлинителе робота-манипулятора, которым по очереди управляли Антонелли, Селлерс и Рейсман.

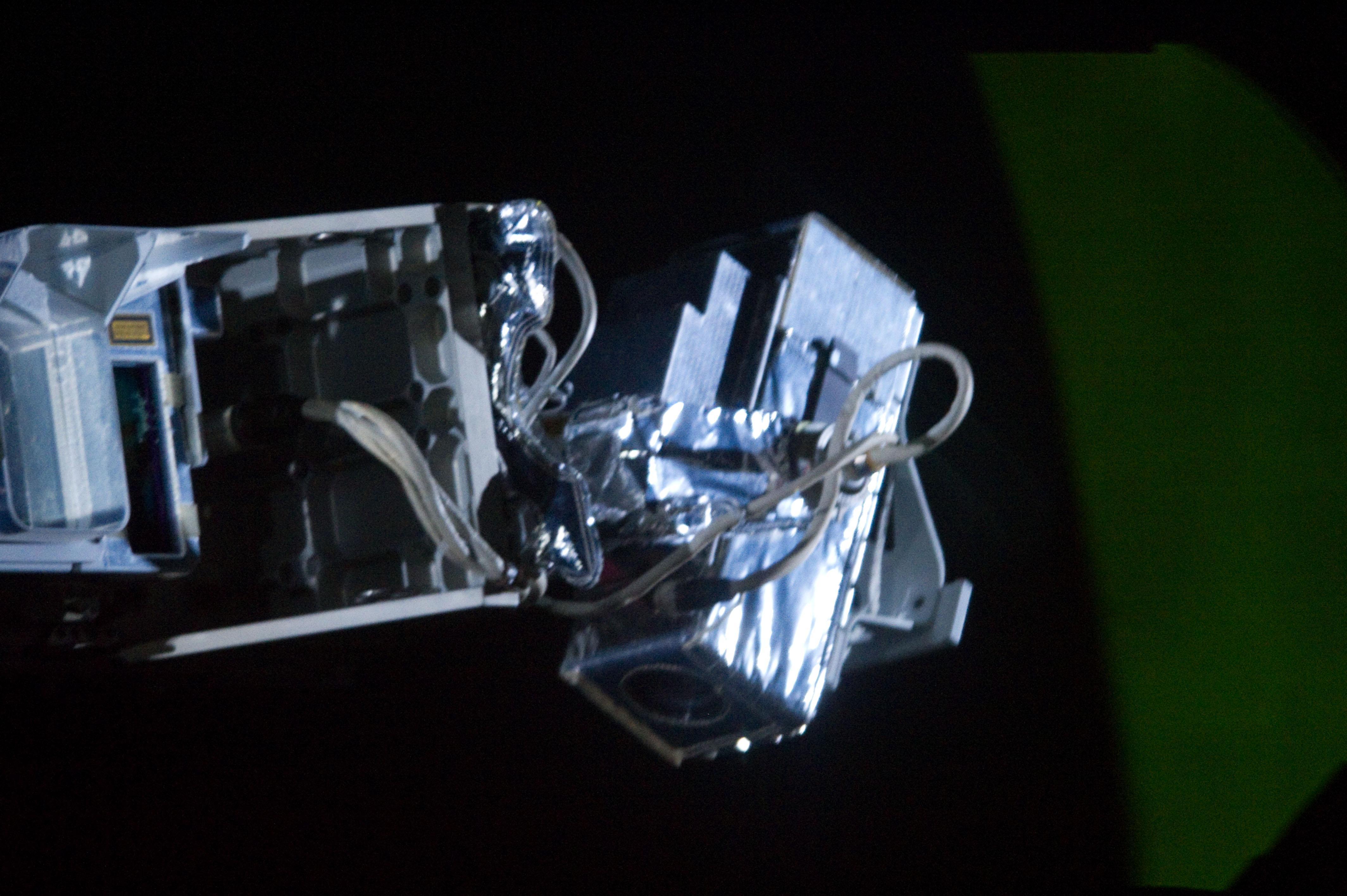
Сканирующий лазер и камера на удлинителе манипулятора.

Когда астронавты начали инспекцию, возникли проблемы с точным позиционированием инструментов над обследуемыми участками. С помощью камеры с четырёхсотмиллиметровым объективом, астронавты через окно шаттла сфотографировали сканирующий лазер и камеры, которые установлены на удлинителе робота-манипулятора. На полученном снимке астронавты обнаружили защемлённый кабель, который мешает свободному повороту лазера и камеры на удлинителе.
Было принято решение проводить съёмку покрытия вторым комплектом инструментов установленном на удлинителе. Второй комплект состоит из лазера и цифровой камерой с более низким разрешением, чем у основного комплекта, и второй комплект не оборудован подсветкой, поэтому астронавты были вынуждены проводить съёмку только когда «Атлантис» освещается солнцем.
С большой задержкой, в 16 часов 15 минут, астронавты начали обследование правого крыла шаттла. В 17 часов была начата инспекция носа шаттла. Из-за нехватки времени, некоторые неответственные участки теплозащитного покрытия остались не просмотренными. В 18 часов 8 минут была начата инспекция левого крыла. В 19 часов 35 минут инспекция была окончена. В 19 часов 59 минут удлинитель робота-манипулятора был возвращен на своё место в грузовом отсеке шаттла.
В 18 часов 14 минут астронавты развернули стыковочный узел шаттла.
Майкл Гуд и Стивен Боуен перепроверяли скафандры и оборудование для выхода в открытый космос и готовили скафандры для переноски в МКС.

### Третий день полёта
7:20 16 мая — 22:50 16 мая
Параметры орбиты «Атлантиса»: 233 × 203 км. Средняя высота орбиты станции составляет 344 км.
В 9 часов 23 минуты была проведена корректировка орбиты шаттла. Параметры орбиты после корректировки: 341 × 233 км.
В 10 часов 9 минут проведена очередная корректировка орбиты шаттла. Параметры орбиты после корректировки: 344 × 338 км.
Заключительная фаза сближения началась в 11 часов 40 минут, когда была проведена последняя корректировка орбиты шаттла. В это время «Атлантис» находился на расстоянии 15 км (9,2 мили) от станции.
В 12 часов «Атлантис» был на расстоянии 14 км от станции.
В 13 часов «Атлантис» был на расстоянии 0,8 км от станции.

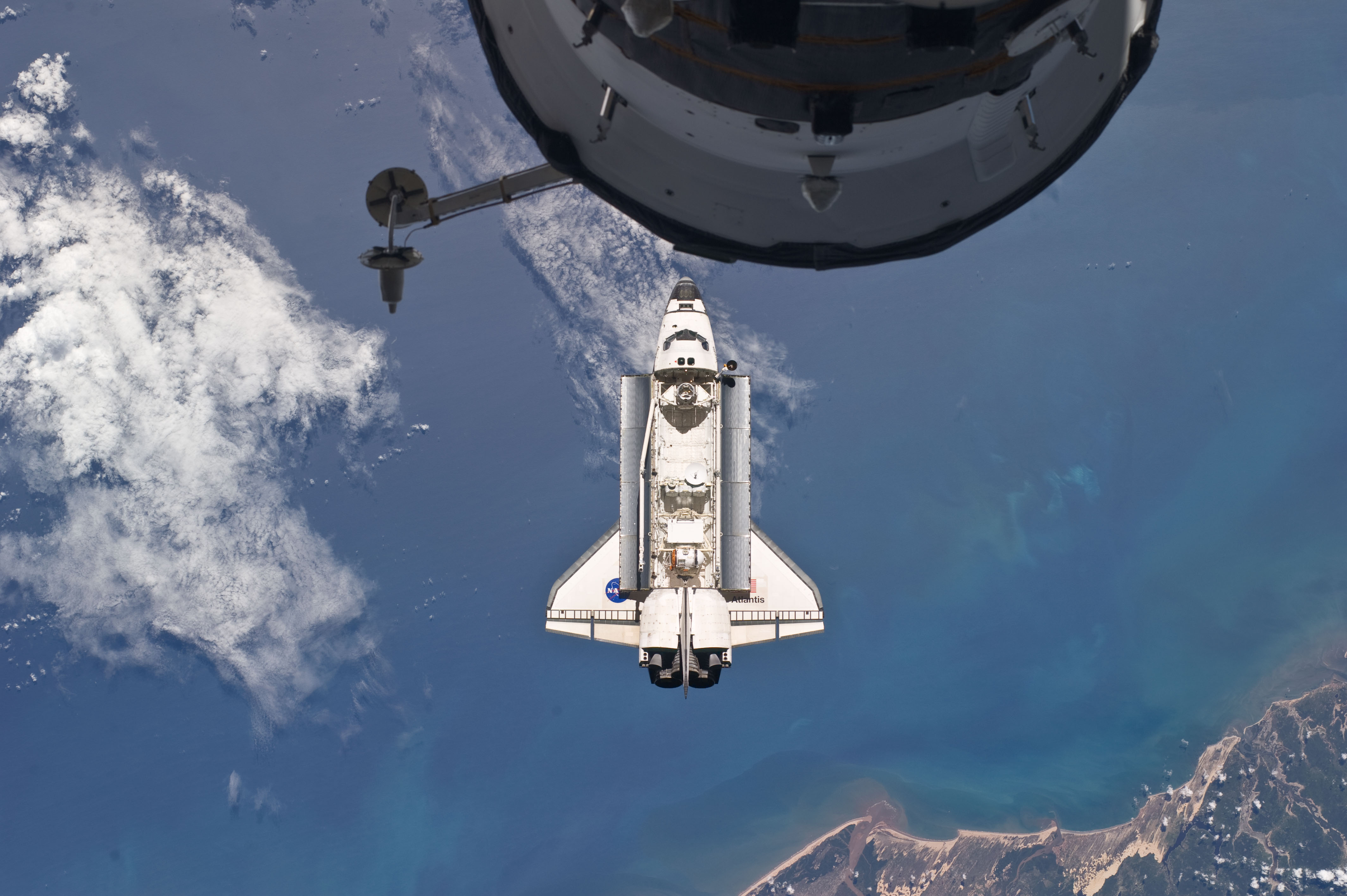
«Атлантис» приближается к МКС.

В 13 часов 23 минуты «Атлантис» находился под станцией на расстоянии 195 м от неё. В 13 часов 27 минуты под управлением командира корабля Кеннета Хэма «Атлантис» начал стандартный переворот перед иллюминаторами модуля «Звезда». В это время шаттл и станция пролетали над Португалией. Во время переворота, астронавты МКС Олег Котов, Соитии Ногути, Тимоти Кример и Трейси Колдуэлл-Дайсон вели съёмку теплозащитного покрытия шаттла. Колдуэлл-Дайсон целенаправленно снимала кромку левого крыла «Атлантиса», так как из-за проблем во второй день полёта эта кромка была обследована недостаточно полно. Переворот был закончен в 13 часов 35 минут. В 13 часов 54 минуты «Атлантис» находится перед станцией: нос направлен в космос, корма — на Землю, раскрытый грузовой отсек, в котором расположен стыковочный узел, — на МКС. В 13 часов 55 минут расстояние между шаттлом и станцией составляет 88 м, скорость сближения 6 см/с. В 14 часов 12 минут расстояние между шаттлом и станцией составляет 30 м, объекты пролетают над Австралией. В 14 часов 20 минут расстояние между шаттлом и станцией составляет 11 м, скорость сближения 3 см/с. В 14 часов 27 минут расстояние между шаттлом и станцией составляет 3 м.
В 14 часов 28 минут состоялась стыковка шаттла «Атлантис» и МКС.
В 15 часов 35 минут комплекс шаттл + МКС был развернут на 180° так, что шаттл находится сзади по направлению движения по орбите.

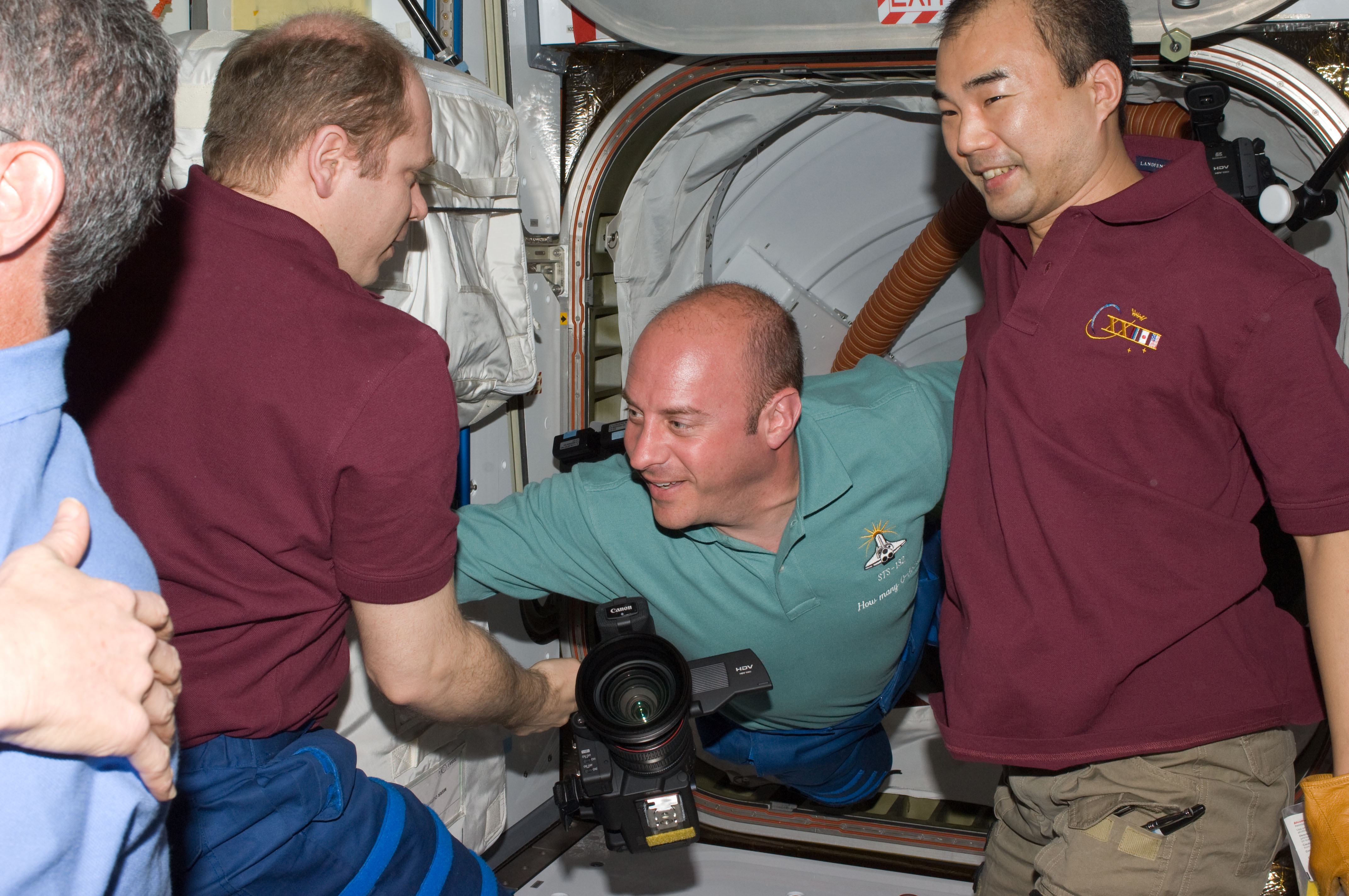
Встреча экипажей «Атлантиса» и МКС.

В 16 часов 18 минут был открыт люк между «Атлантисом» и МКС. На орбите встретились экипаж шаттла: Кеннет Хэм (командир), Тони Антонелли, Майкл Гуд, Пирс Селлерс, Стивен Боуен, Гаррет Рейсман и 23-й долговременный экипаж МКС: Олег Котов (командир), Тимоти Кример, Соити Ногути, Александр Скворцов, Михаил Корниенко, Трейси Колдуэлл-Дайсон.

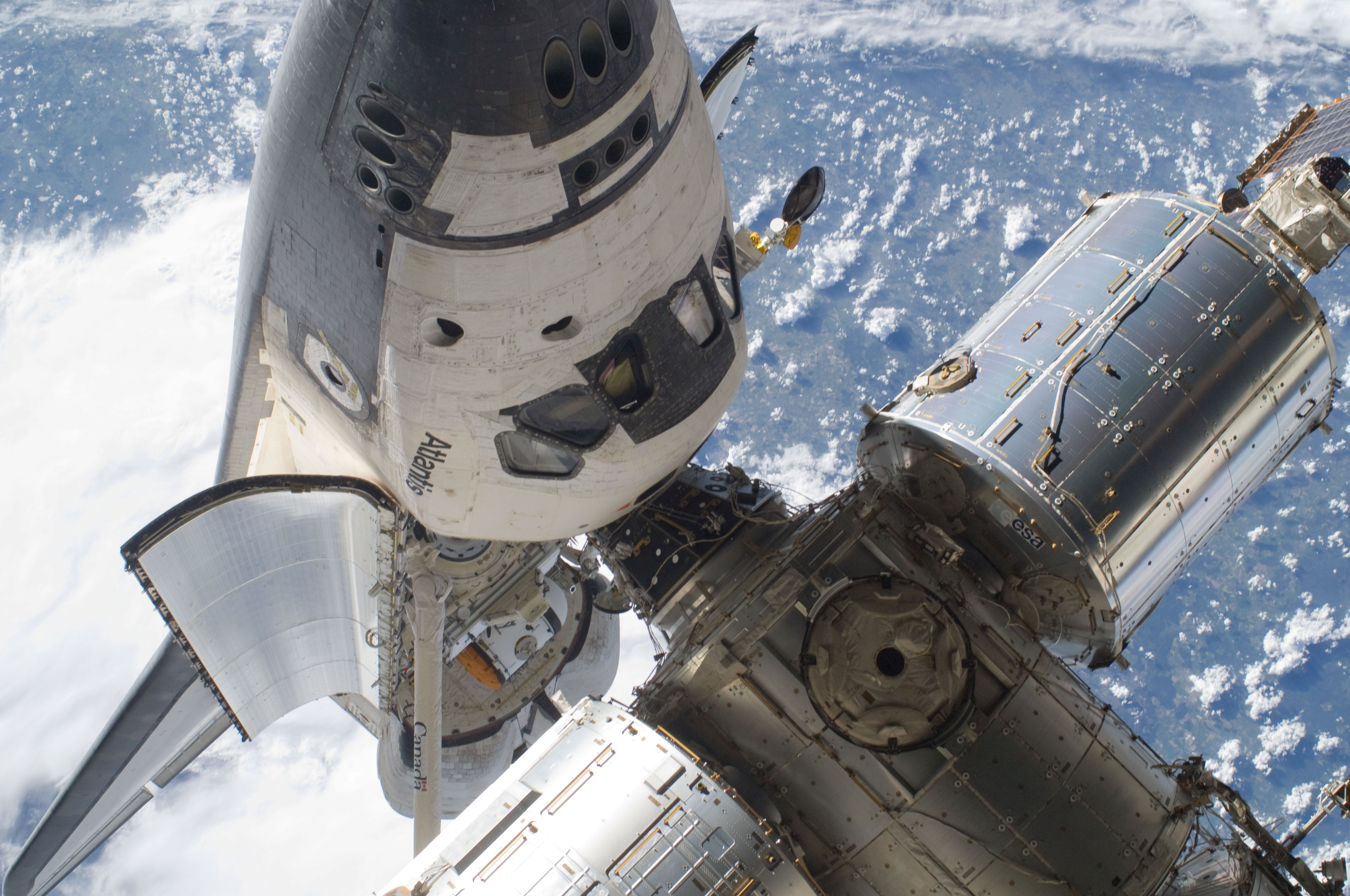
«Атлантис» пристыковался к МКС.

Астронавты начали переноску из шаттла на МКС оборудования, инструментов и скафандров для предстоящих выходов в открытый космос.
В 19 часов Пирс Селлерс и Трейси Колдуэлл-Дайсон с помощью робота-манипулятора станции подняли из грузового отсека шаттла транспортную платформу с доставленным оборудованием и в 21 час 11 минут установили её на тележке робота-манипулятора станции, на передней стороне ферменной конструкции станции. Пирс Селлерс и Трейси Колдуэлл-Дайсон впервые управляли манипулятором из модуля «Купол». На транспортной платформе закреплены: запасная антенна Ku диапазона, дополнительные инструменты для робота «Декстр» и шесть новых аккумуляторных батарей для МКС. Длина платформы 2,4 м, ширина 4 м, вес платформы с полезной нагрузкой составляет более 4 тонн.

### Четвёртый день полёта
7:20 17 мая — 22:50 17 мая
Первый выход в открытый космос. Плановая продолжительность выхода — шесть с половиной часов. Выходящие астронавты Гаррет Рейсман и Стивен Боуен. Для Рейсмана это второй выход, для Боуена — четвёртый. Первое задание для астронавтов — установка запасной антенны Ku диапазона на сегменте Z1. Эта антенна предназначена для передачи видеоизображения и для высокоскоростной передачи экспериментальных данных на Землю. На станции уже имеется антенна такого же класса, новая антенна будет использоваться как запасная. Второе задание — установка держателя с дополнительными инструментами на роботе «Декстр».
Выход начался в 11 часов 55 минут.
Тони Антонелли координировал работу астронавтов за бортом.

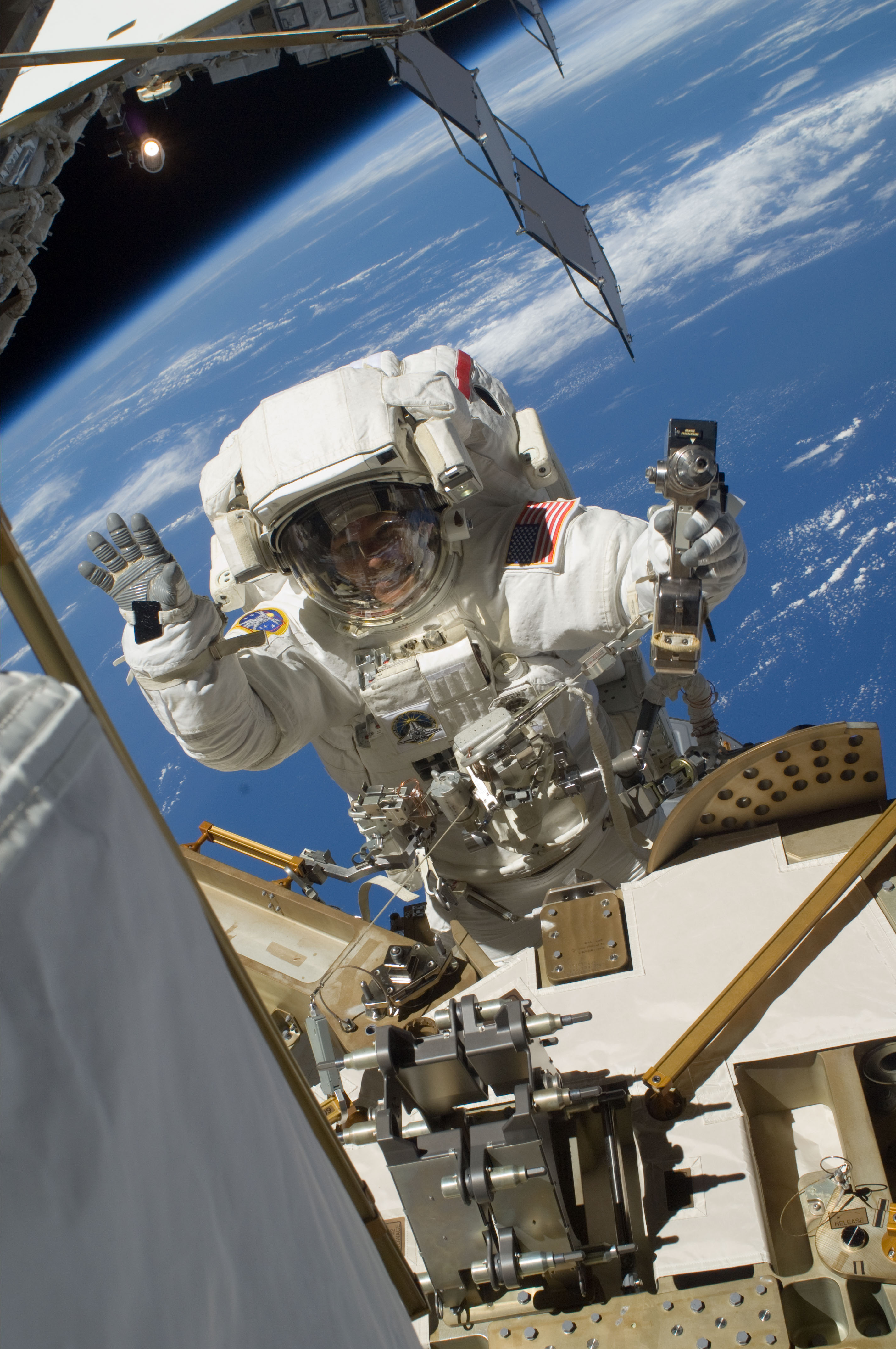
Стивен Боуен — первый выход в открытый космос.

Астронавты направляются к транспортной тележке манипулятора, на которой вчера была установлена транспортная платформа с оборудованием, которое должно быть смонтирована на станции.
В 12 часов 57 минут астронавты сняли мачту (приблизительная длина мачты — 2,4 метра) антенны с транспортной платформы. Гаррет Рейсман закрепляется на конце робота-манипулятора станции, которым управляет Пирс Селлерс, находясь в модуле «Купол». Рейсман с мачтой в руках переносится (на манипуляторе) к сегменту Z1. В 13 часов 29 минут Рейсман с мачтой антенны находятся у сегмента Z1.

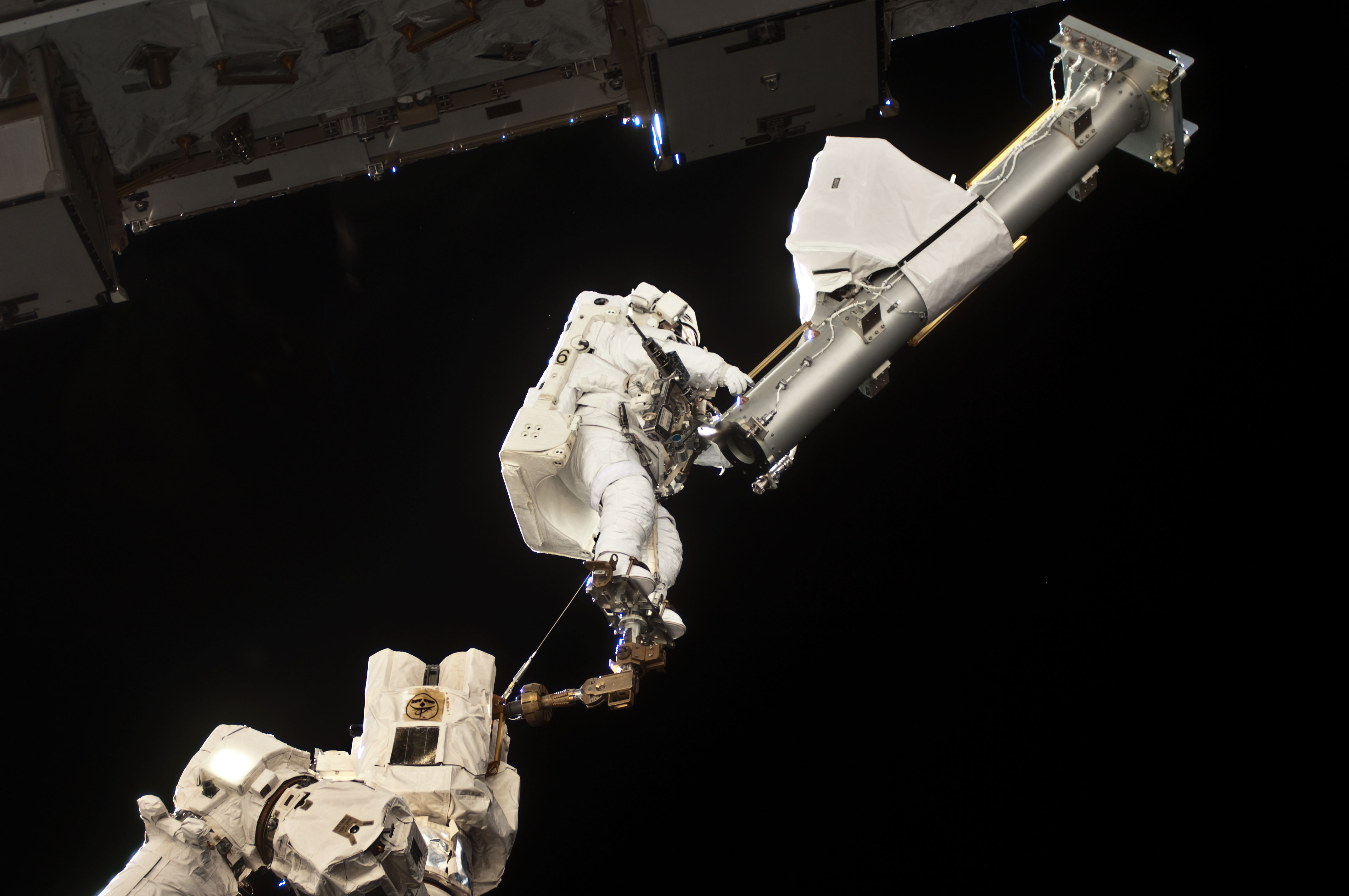
Гаррет Рейсман переносит мачту антенны.

Пока Рейсман перелетает к месту установки мачты, Боуен распаковывает инструменты для робота «Декстр» на транспортной платформе. Затем Стивен Боуен перебирается к сегменту Z1 и привинчивает мачту антенны на предназначенное место. В 13 часов 49 минут мачта закреплена на сегменте Z1. Рейсман возвращается к транспортной платформе, чтобы забрать тарелку антенны (диаметр тарелки или 1,8 метра). В это время Боуен подключает силовые и информационные кабели к установленной мачте антенны. В 14 часов 20 минут происходит сбой в электропитании на станции, и на короткое время отключается дисплей управления роботом-манипулятором. В 14 часов 33 минуты управление манипулятором восстановлено, работа в открытом космосе продолжается. Предположительно, сбой произошёл в тот момент, когда Стивен Боуен снял крышку с разъёма, к которому должен был быть подсоединён кабель от мачты антенны. В 14 часов 44 минуты Рейсман вновь возле транспортной платформы, он снимает тарелку антенны и вновь возвращается к сегменту Z1. В 15 часов 40 минут тарелка антенны закреплена на мачте. Астронавты подключают кабели к тарелке. В 16 часов 25 минут астронавты закончили установку антенны. Однако выяснилось, что тарелка была закреплена на мачте не плотно. Поэтому Боуен не стал снимать транспортные замки с антенны, чтобы предотвратить её вращение и дополнительно привязал тарелку к мачте шнуром. Специалистам НАСА предстоит разобраться в причинах не стыковки тарелки и мачты и затем закончить сборку антенны.

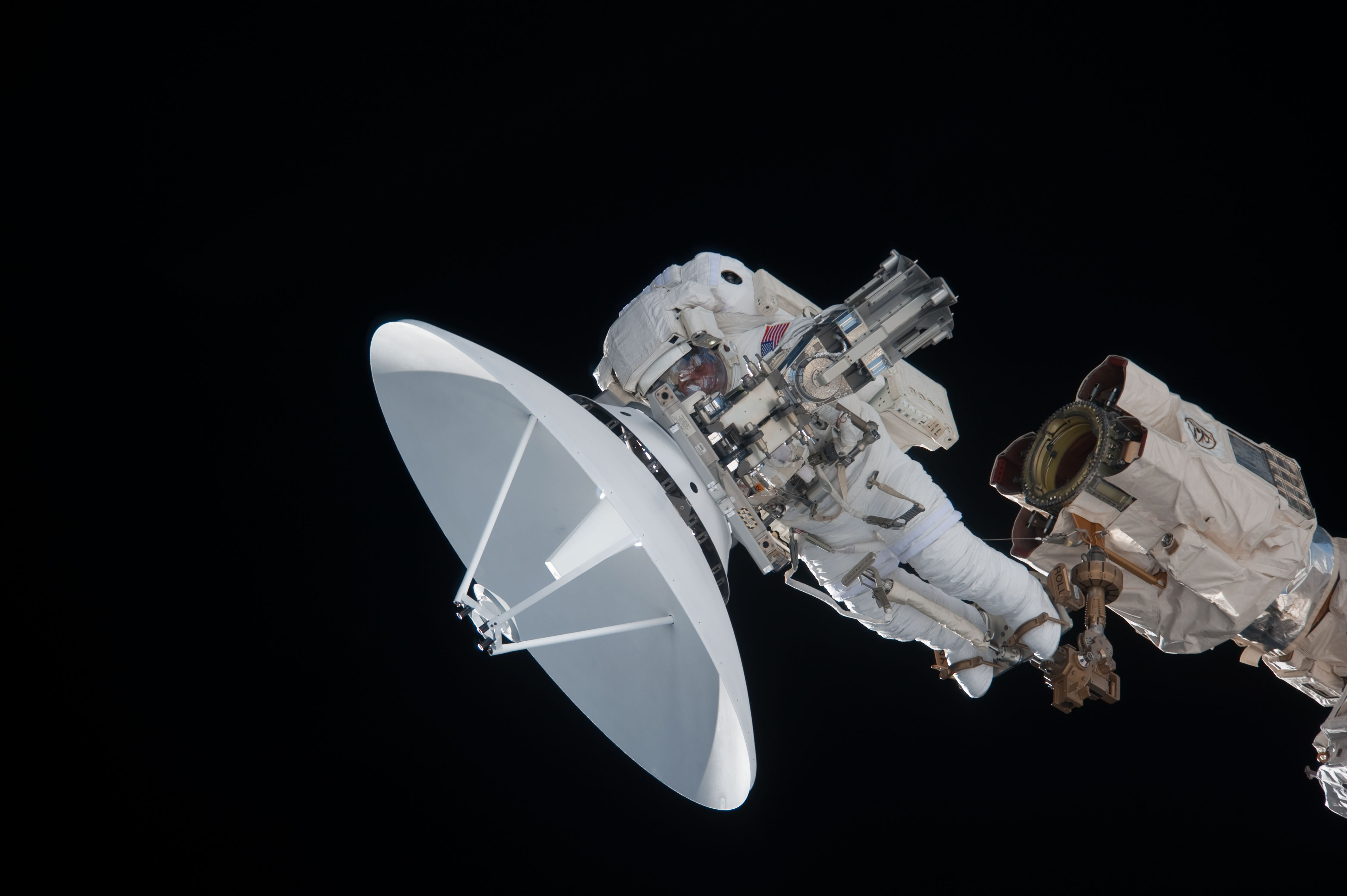
Гаррет Рейсман переносит тарелку антенны.

Астронавты приступают к выполнению второго задания. В 16 часов 30 минут Рейсман на манипуляторе возвращается к транспортной платформе и начинает снимать держатель инструментов для робота «Декстр», который установлен на модуле «Дестини». В 17 часов 4 минуты Рейсман снял оборудование для робота «Декстр» с транспортной платформы. В 17 часов 25 минут Боуен переходит к шлюзовому модулю, чтобы полнить запас кислорода в своём скафандре и затем вернулся к роботу «Декстр», чтобы совместно с Рейсманом установить на нём новый держатель инструментов. Астронавтом удалось закрутить только три из четырёх винтов, которыми крепится держатель инструментов. Рейсман начал подсоединять кабели к установленному на «Декстре» оборудованию, а Боуен вновь направился к транспортной платформе, чтобы снять крепления с аккумуляторных батарей, находящихся на ней. Это должно сэкономить время для следующих выходов в космос, когда астронавты будут устанавливать эти новые батареи вместо старых на сегменте P6. В 18 часов 38 минут Боуен закончил свою работу. В 18 часов 43 минуты Рейсман отсоединился от манипулятора, на котором он находился всё это время. Астронавты собрали свои инструменты и в 19 часов вернулись в шлюзовой модуль «Квест». В 19 часов 16 минут был закрыт люк модуля «Квест».
Выход закончился в 19 часов 19 минут. Продолжительность выхода составила 7 часов 25 минут.
Это был 144 выход в открытый космос, связанный с МКС. Это был в общей сложности четвёртый выход в космос Стивена Боуена, его суммарное время в открытом космосе составило 27 часов и 27 минут, для Гаррета Рейсмана это был второй выход, его суммарное время — 14 часов и 26 минут.

### Пятый день полёта
6:50 18 мая — 22:50 18 мая
Пристыковка модуля «Рассвет» к нижнему стыковочному порту модуля «Заря». Вес модуля 8,2 тонны. Впервые выполнялась пристыковка модуля на российском сегменте станции с помощью робота-манипулятора станции. Сложность заключалась в том, что российский стыковочный механизм срабатывает, когда космический аппараты сближаются с некоторой скоростью. В данном случае, манипулятор подводит модуль «Рассвет» к стыковочному узлу практически с нулевой скоростью. Но проблема должна быть решена за счёт очень точного позиционирования штанги стыковочного узла модуля «Рассвет» в приёмным конус стыковочного узла модуля «Заря».
Операция с модулем «Рассвет» началась в 9 часов 20 минут. Робот-манипулятор шаттла захватил модуль «Рассвет». В 9 часов 46 минут были открыты автоматические крепления, удерживающие «Рассвет» в грузовом отсеке шаттла.

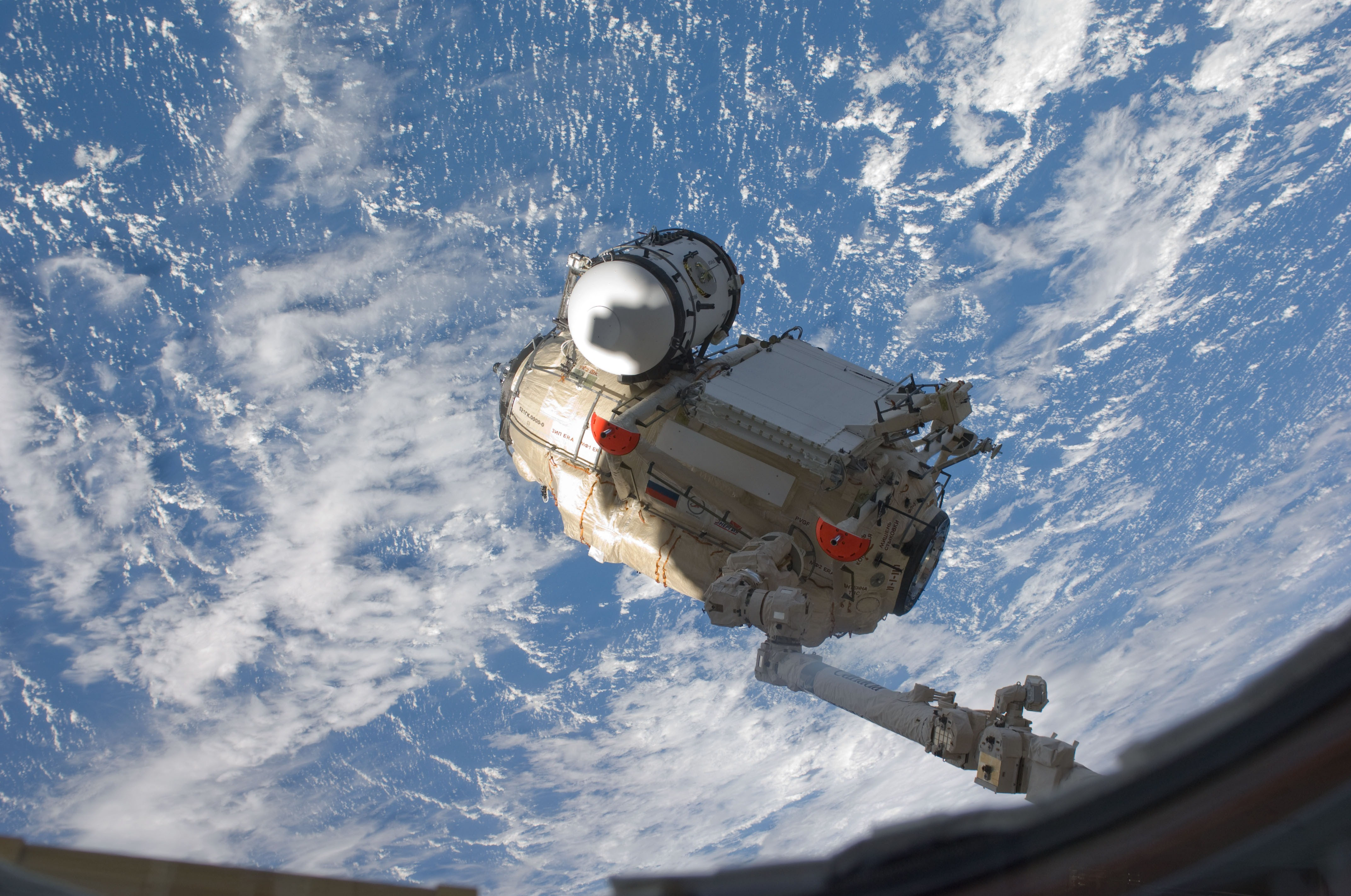
Переноска модуля «Рассвет».

В 9 часов 50 минут Кеннет Хэм и Тони Антонелли, с помощью манипулятора, начали медленно поднимать модуль «Рассвет» из грузового отсека «Атлантиса». В 10 часов 14 минут модуль «Рассвет» был подхвачен манипулятором станции, которым управляли Гаррет Рейсман и Пирс Селлерс. Гаррет Рейсман и Пирс Селлерс управляют манипулятором из модуля «Купол». Олег Котов контролировал процесс пристыковки модуля «Рассвет» из российского сегмента станции. Обмен информации между российским и американским сегментами осуществлялся через внутреннюю Ethernet сеть станции. В 10 часов 40 минут манипулятор шаттла отводится от модуля, который теперь висит только на манипуляторе станции. «Рассвет» движется в сторону модуля «Заря». В 11 часов 6 минут «Рассвет» пересекает границу между американским и российским сегментами станции. В 11 часов 9 минут «Рассвет» переносится к нижнему порту модуля «Заря». В 11 часов 27 минут «Рассвет» находится на расстоянии 30 см от места стыковки. В 11 часов 46 минут выдвинута стыковочная штанга модуля «Рассвет». В 12 часов из центра управления получено разрешение на стыковку. Астронавты ожидают, когда комплекс МКС+«Атлантис» выйдут из тени Земли. В 12 часов 11 минут комплекс над побережьем Чили из земной тени. В 12 часов 18 минут Гаррет Рейсман, управляющий манипулятором, направляет (со скоростью 0,02 м/с, которая во много раз меньше, чем скорости при обычной стыковки российских кораблей) стыковочную штангу модуля «Рассвет» в стыковочный конус модуля «Заря».

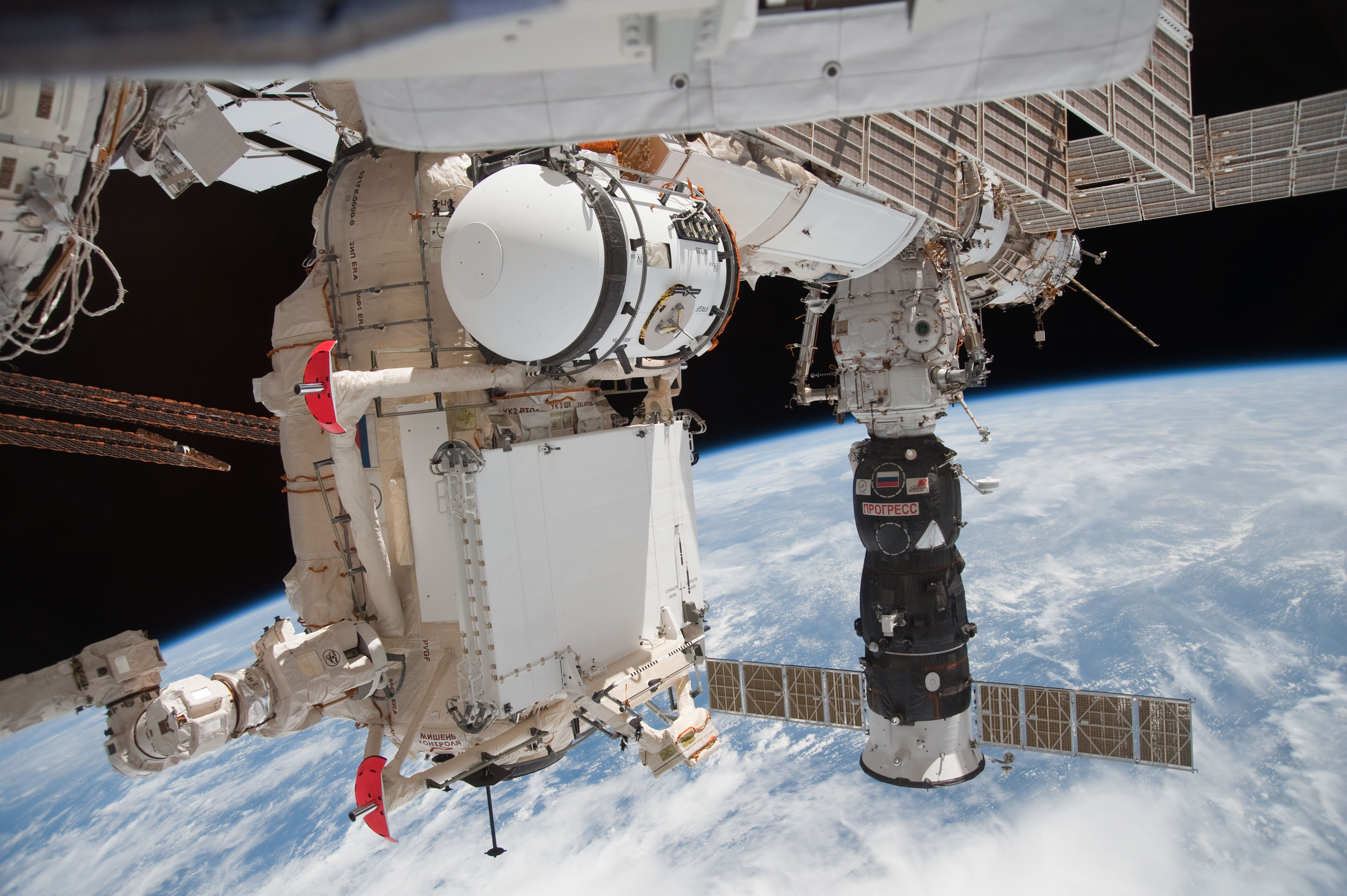
Модуль «Рассвет» устанавливается на модуле «Заря».

Во время передвижения модуля «Рассвет», астронавты следили за телеметрической информацией, поступающей от него. В момент, когда «Рассвет» был подведен к стыковочному узлу модуля «Заря», от него поступила информация о готовности к стыковке, Пирс Селлер передал команду на активацию дальнейшей автоматической последовательности стыковки. В 12 часов 19 минут «Рассвет» был пристыкован к модулю «Заря». В это время МКС пролетала над Аргентиной. В 12 часов 30 минут сработали захваты, которые плотно стянули два модуля.
Модуль «Рассвет» будет использоваться как дополнительное пространство станции и как стыковочный порт для российских кораблей.
После пристыковки модуля «Рассвет», общий вес станции достиг 370,3 тонн, общий герметичный объём достиг 835 м³.
Работы по разгрузки и введение в рабочее состояние модуля «Рассвет» начнутся только после того, как «Атлантис» отстыкуется от станции.
23 июля космонавты экипажа МКС Фёдор Юрчихин и Михаил Корниенко выйдут в открытый космос, чтобы подсоединить кабели к модулю «Рассвет».
Майкл Гуд и Стивен Боуен готовили свои скафандры и инструменты к предстоящему на следующий день второму выходу в открытый космос.
В 18 часов 20 минут началась беседа астронавтов и корреспондентами американских телевизионных каналов MSNBC, Fox News и CNN.
Во второй день полёта «Атлантиса» астронавтам не удалось в достаточно полном объёме провести инспекцию теплозащитного покрытия из-за защемления кабеля, который препятствовал свободному движению сканирующего лазера и камеры, установленных на удлинителе манипулятора. Специалисты НАСА разработали план освобождения защемлённого кабеля. Этот план должны будут осуществить астронавты во время второго выхода в открытый космос.

### Шестой день полёта
6:20 19 мая — 21:50 19 мая
Второй выход в открытый космос. Плановая продолжительность выхода — шесть с половиной часов. Выходящие астронавты Стивен Боуен и Майкл Гуд. Основное задание для астронавтов — замена трёх аккумуляторных батарей на сегменте Р6, который расположен на дальнем левом краю ферменной конструкции станции. Сегмент Р6 был смонтирован на станции в ноябре 2000 года во время полёта шаттла «Индевор» STS-97. Шесть батарей на сегменте Р6 были уже заменены в июле 2009 года во время полёта шаттла «Индевор» STS-127. Гуд должен был доставать старые батареи из их гнёзд на сегменте Р6 и вставлять на их место новые батареи. Стивен Боуен подносил новые батареи от транспортной платформы к сегменту Р6. Каждая батарея весит около 170 кг и имеет размеры: 102 × 91 × 46 см.

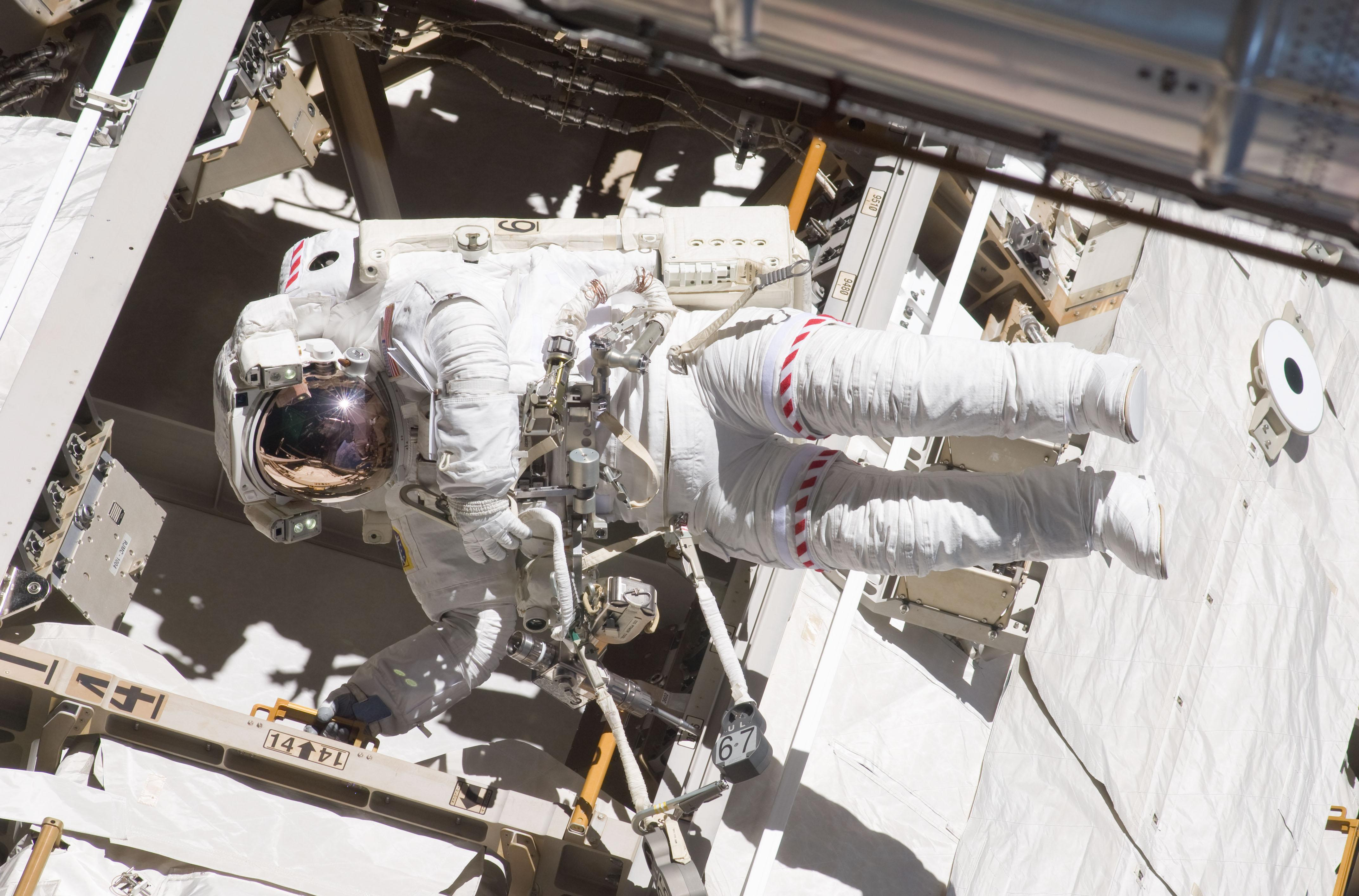
Майкл Гуд в открытом космосе.

Дополнительное задание для выхода — освободить защемлённый кабель на системе сканирования, установленной на удлинителе робота-манипулятора.
Выход начался в 10 часов 38 минут. Тони Антонелли координировал работу астронавтов за бортом. Роботом-манипулятором станции управляли Гаррет Рейсман и Пирс Селлерс.
Транспортная платформа, на которой расположены доставленные новые батареи, с помощью манипулятора была подведена как можно ближе к сегменту Р6.
Майкл Гуд направился к сегменту Р6. Стивен Боуен направился к удлинителю манипулятора, без проблем освободил зажатый кабель и зафиксировал его пластиковой стяжкой.
В 11 часов 30 минут Боуен также направился к сегменту Р6. Майкл Гуд снял крепления с шести батарей на сегменте Р6. В 12 часов 28 минут Гуд закрепил ручку на одной из батарей и вытащил батарею из гнезда. Затем он временно закрепил эту батарею на сегменте. Стивен Боуен достал первую батарею из транспортной платформы (12 часов 54 минуты) и передал её Майклу Гуду. В 13 часов 5 минут первая батарея была установлена. В 13 часов 18 минут Майкл Гул вытащил следующую батарею из гнезда в сегменте Р6 и передал её Стивену Боуену, который закрепил её на свободном месте на транспортной платформе. В 13 часов 55 минут из транспортной платформы была вынута вторая новая батарея. В 14 часов 7 минут вторая батарея установлена на сегменте Р6. Майкл Гуд достал третью старую батарею и передал её Стивену Боуену (14 часов 18 минут). Боуен закрепил эту батарею на транспортной платформе и достал следующую новую батарею. В 14 часов 55 минут третья новая батарея установлена на сегменте Р6.
По плану астронавты должны были заменить три батареи, но они работают с опережением графика, и приступают к замене четвёртой батареи.
В 15 часов 25 минут кэпком Крис Кэссиди сообщил, что тесты показали, что сканирующее устройство на удлинители манипулятора — полностью работоспособно.
В 16 часов астронавты успешно установили четвёртую батарею на сегменте Р6.
Три старых снятых с сегмента Р6 батареи закреплены в транспортной платформе, одна временно осталась на сегменте Р6. Её перенесут на платформу во время следующего выхода в открытый космос.
Боуен и Гуд направились к антенне Ku диапазона, которая не была до конца смонтирована во время первого выхода в космос. Астронавты крепче закрутили четыре винта, но которых тарелка антенны крепится к мачте, так что ликвидировали зазор между ними. Астронавты также сняли транспортные замки с антенны и шнур, которым Боуен привязал тарелку антенны во время первого выхода в космос. После этого антенна считается готовой к работе. Это задание было выполнено в 17 часов 12 минут.
В 17 часов 32 минуты Боуен и Гуд вернулись в шлюзовой модуль «Квест».
Выход закончился в 17 часов 47 минут. Продолжительность выхода составила 7 часов 9 минут.
Это был 145 выход в открытый космос, связанный с МКС. Это был в общей сложности пятый выход в космос Стивена Боуена, его суммарное время в открытом космосе составило 34 часа и 30 минут, для Майкла Гуда это был третий выход, его суммарное время — 23 часа и 7 минут.

### Седьмой день полёта
5:50 20 мая — 21:50 20 мая

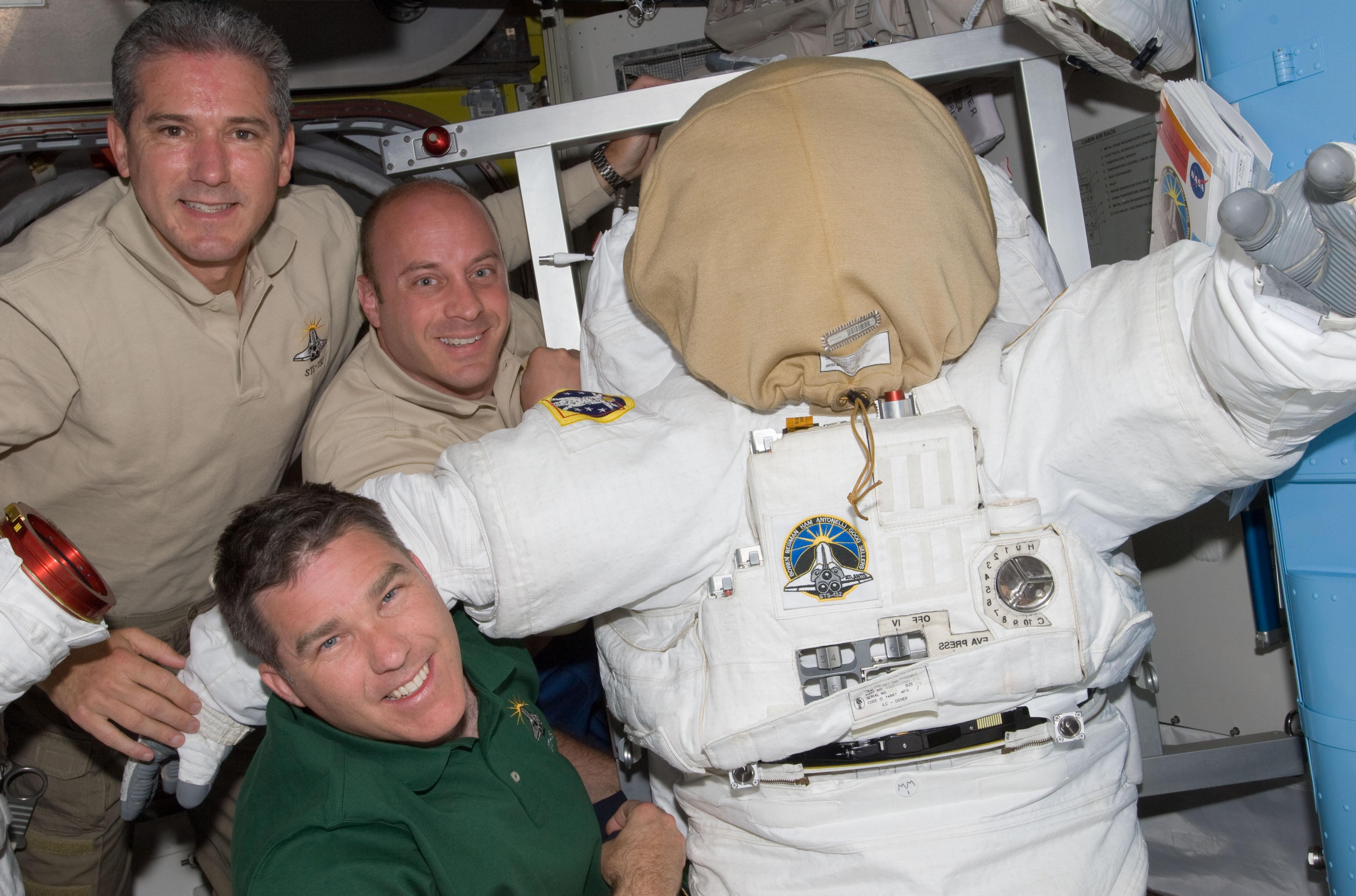
Выходящие астронавты Майкл Гуд, Гарретт Рейсман и Стивен Боуен в модуле «Квест».

Космонавты экипажа МКС Олег Котов и Александр Скворцов проверяли герметичность стыка между новым модулем «Рассвет» и модулем «Заря». В 10 часов 52 минуты Котов и Скворцов на короткое время открыли люк в модуль «Рассвет», чтобы взять пробы воздуха. Котов заглянул в модуль, там, вроде, было чисто, но затем он сообщил, что в воздухе какие-то металлические стружки. Возможно, на Земле, в условиях гравитации, эти стружки были где-то в не заметных местах, а в невесомости всплыли. Космонавты установили в модуле «Рассвет» воздушный фильтр, и удалили стыковочный механизм. Однако, реально космонавты войдут в модуль и начнут выгружать из него доставленное оборудование уже после отлёта «Атлантиса» от МКС.
С 13 часов 45 минут астронавты имели время для отдыха.
Майкл Гуд и Гарретт Рейсман готовились к третьему выходу в открытый космос, который им предстоит на следующий день.
В 12 часов 25 минут Кеннет Хэм, Тони Антонелли, Пирс Селлерс и Трейси Колдуэлл-Дайсон беседовали с корреспондентами Ассошиэйтед Пресс, Fox News Radio and CBS News.

### Восьмой день полёта
5:50 21 мая — 21:20 21 мая
Третий выход в открытый космос. Плановая продолжительность выхода — шесть с половиной часов. Выходящие астронавты Гарретт Рейсман и Майкл Гуд. Основное задание для астронавтов — замена последних двух аккумуляторных батарей на сегменте Р6. Астронавты должны были также установить перемычку на аммиакопроводе между сегментами Р4 и Р5 и забрать из грузового отсека «Атлантиса» устройство захвата (Power and Data Grapple Fixture) для робота-манипулятора. Это устройство будет установлено на внешней поверхности модуля «Заря» во время запланированного на 8 июля выхода в открытый космос астронавтов Дугласа Уиллока и Трейси Колдуэлл-Дайсон.

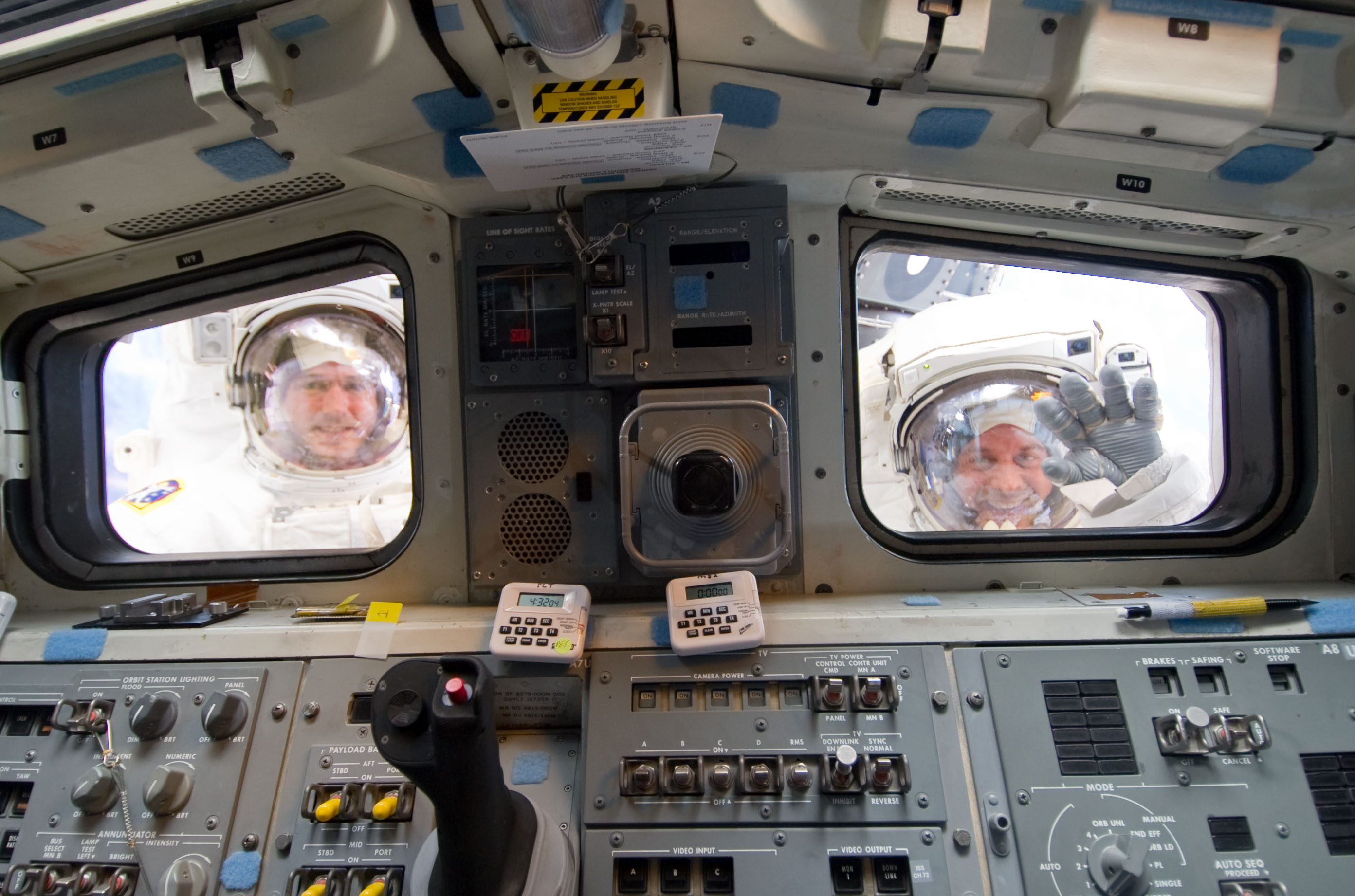
Майкл Гуд и Гарретт Рейсман находятся в грузовом отсеке и смотрят в кабину «Атлантиса».

Выход начался в 10 часов 27 минут. Тони Антонелли и Стивен Боуен координировали работу астронавтов за бортом. Роботом-манипулятором станции управляли Пирс Селлерс и Трейси Колдуэлл-Дайсон.
После выхода из модуля «Квест» астронавты направились к сегменту Р5. В 11 часов 4 минуты они установили перемычку на аммиакопроводе между сегментами Р4 и Р5 и направились дальше на левый край ферменной конструкции к сегменту Р6. Майкл Гуд работает у транспортной платформы, Гарретт Рейсман работает на сегменте Р6. В 11 часов 22 минуты была размонтирована пятая аккумуляторная батарея на сегменте Р6. В 12 часов 13 минут на сегменте Р6 была установлена пятая новая батарея. В 12 часов 45 минут астронавты размонтировали последнюю (шестую) батарею. В 13 часов 8 минут установлена последняя новая батарея на сегменте Р6. К 13 часом 8 минутам Рейсман и Гуд проработали в космосе два часа и сорок минут. Все аккумуляторные батареи на сегменте Р6 — заменены. В 13 часов 28 минут последняя старая батарея закреплена на транспортной платформе. Транспортная платформа будет возвращена в грузовой отсек шаттла и отправится на Землю.

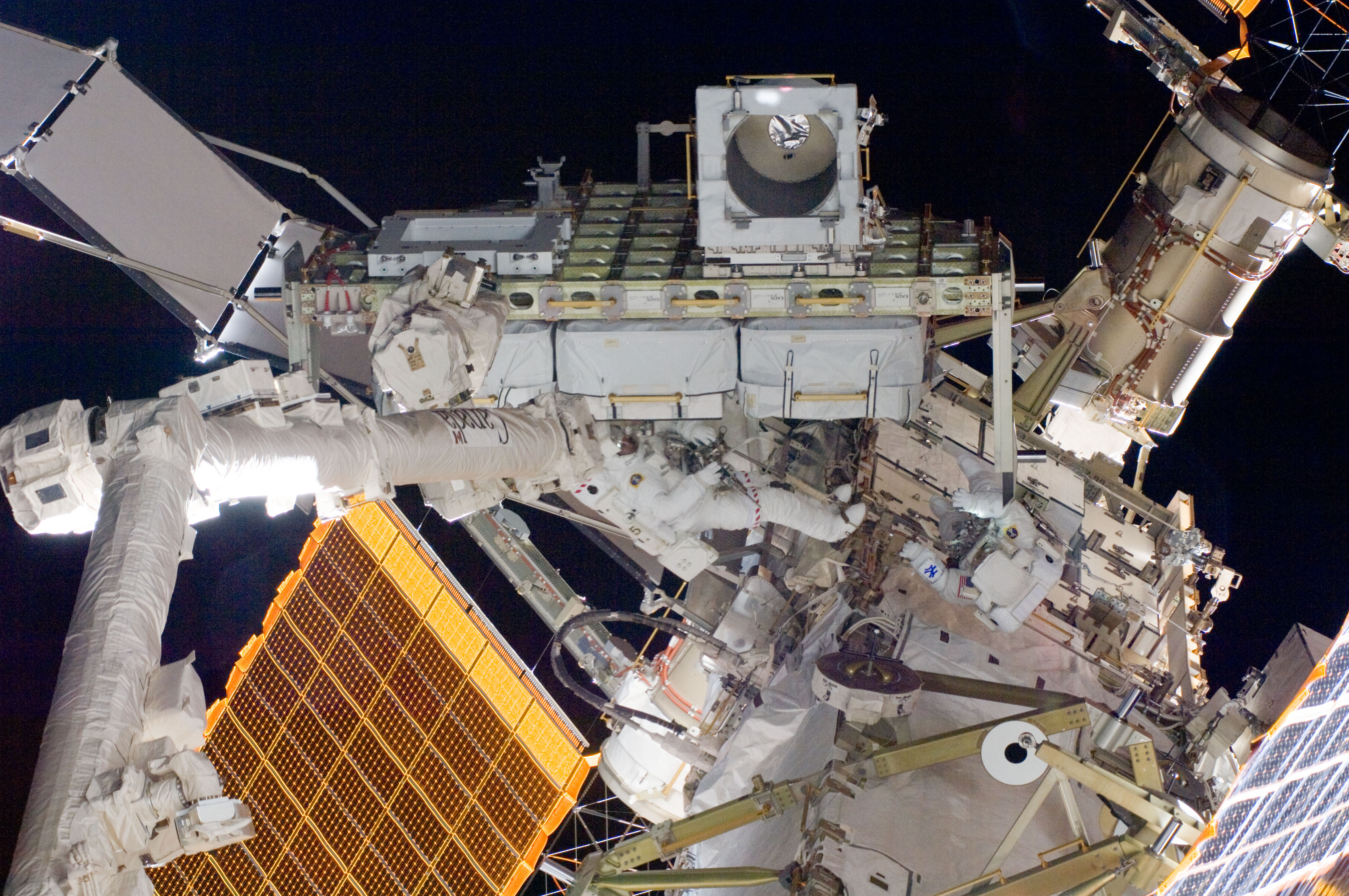
Гарретт Рейсман и Майкл Гуд меняют батареи на сегменте Р6.

Астронавты собрали инструменты, которые они использовали при работе на сегменте Р6 и в 14 часов 53 минуты направились в грузовой отсек шаттла, чтобы забрать устройство захвата для робота-манипулятора.
В 15 часов 23 минуты астронавты раскрутили крепления устройства захвата и перенесли его в модуль «Квест». В 16 часов устройства захвата было закреплено в шлюзовом модуле.
В 17 часов 10 минут был закрыт люк модуля «Квест».
Выход закончился в 17 часов 13 минут. Продолжительность выхода составила 6 часов 46 минут.
Это был 146 выход в открытый космос, связанный с МКС. Это был в общей сложности четвёртый выход в космос Майкла Гуда, его суммарное время в открытом космосе составило 29 часа и 53 минут, для Гарретта Рейсмана это был третий выход, его суммарное время — 21 час и 12 минут.
Общая продолжительность трёх выходов в открытый космос составила 21 час 20 минут.

### Девятый день полёта
5:20 22 мая — 20:50 22 мая

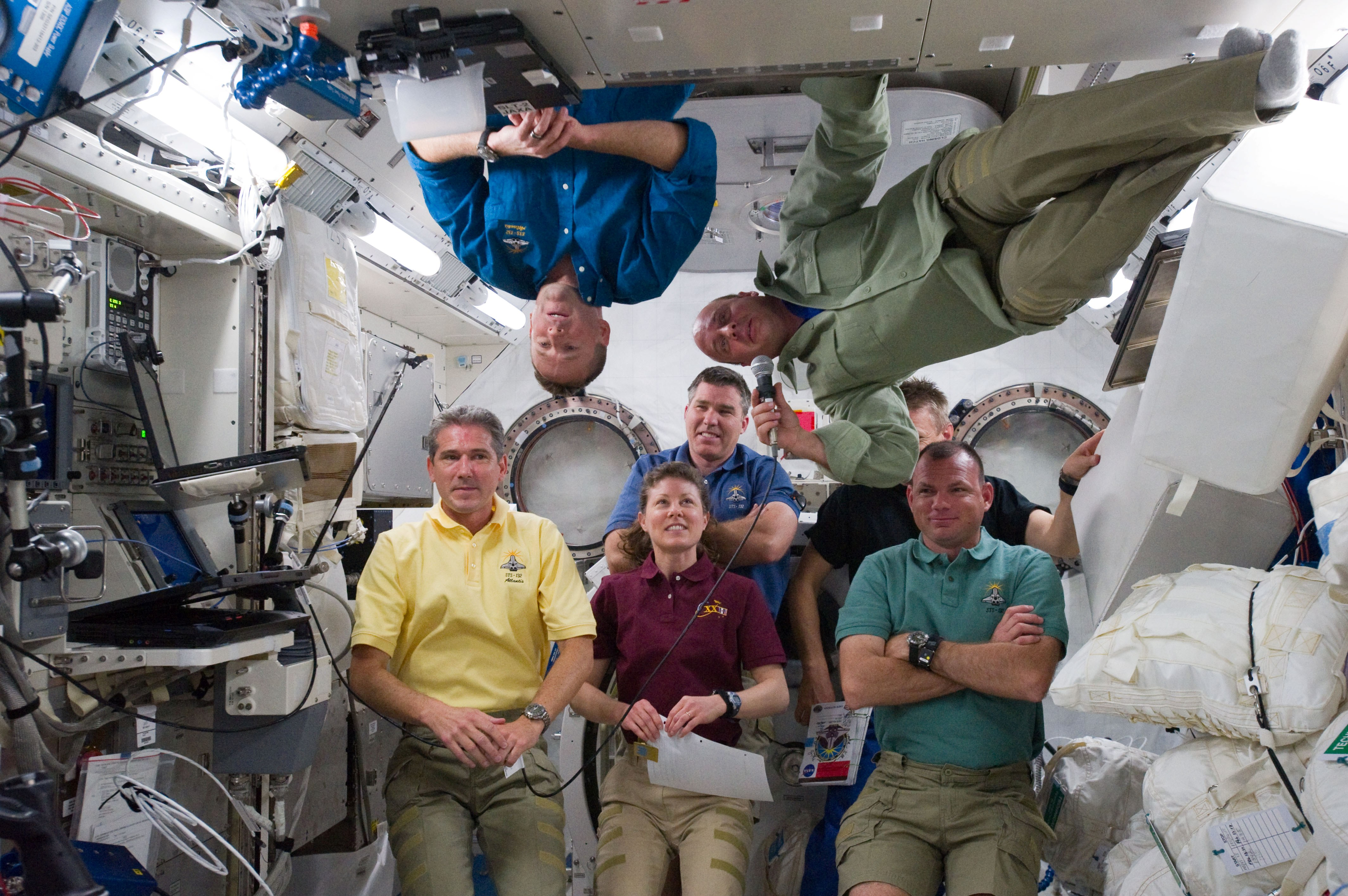
Астронавты отвечают на вопросы школьников из модуля «Кибо».

В 8 часов 20 минут астронавты Пирс Селлерс и Гарретт Рейсман, которые управляли роботом-манипулятором станции из модуля «Купол», начали переносить транспортную платформу в грузовой отсек шаттла. С помощью манипулятора транспортная платформа, на которой упакованы снятые с сегмента Р6 аккумуляторные батарей, была перенесена в грузовой отсек шаттла в 9 часов 50 минут.
Астронавты переносили грузы, доставленные на «Атлантисе», в МКС.
С 11 часов 40 минут астронавты отвечали на вопросы школьников и студентов из подшефных НАСА школ.
Во второй половине дня астронавты имели три часа для отдыха.

### Десятый день полёта
4:50 23 мая — 20:50 23 мая
Астронавты заканчивали переноску грузов из «Атлантиса» в станцию и в обратном направлении (в том числе скафандры, которые использовались для выходов в открытый космос, материалы проведенных на станции исследований).

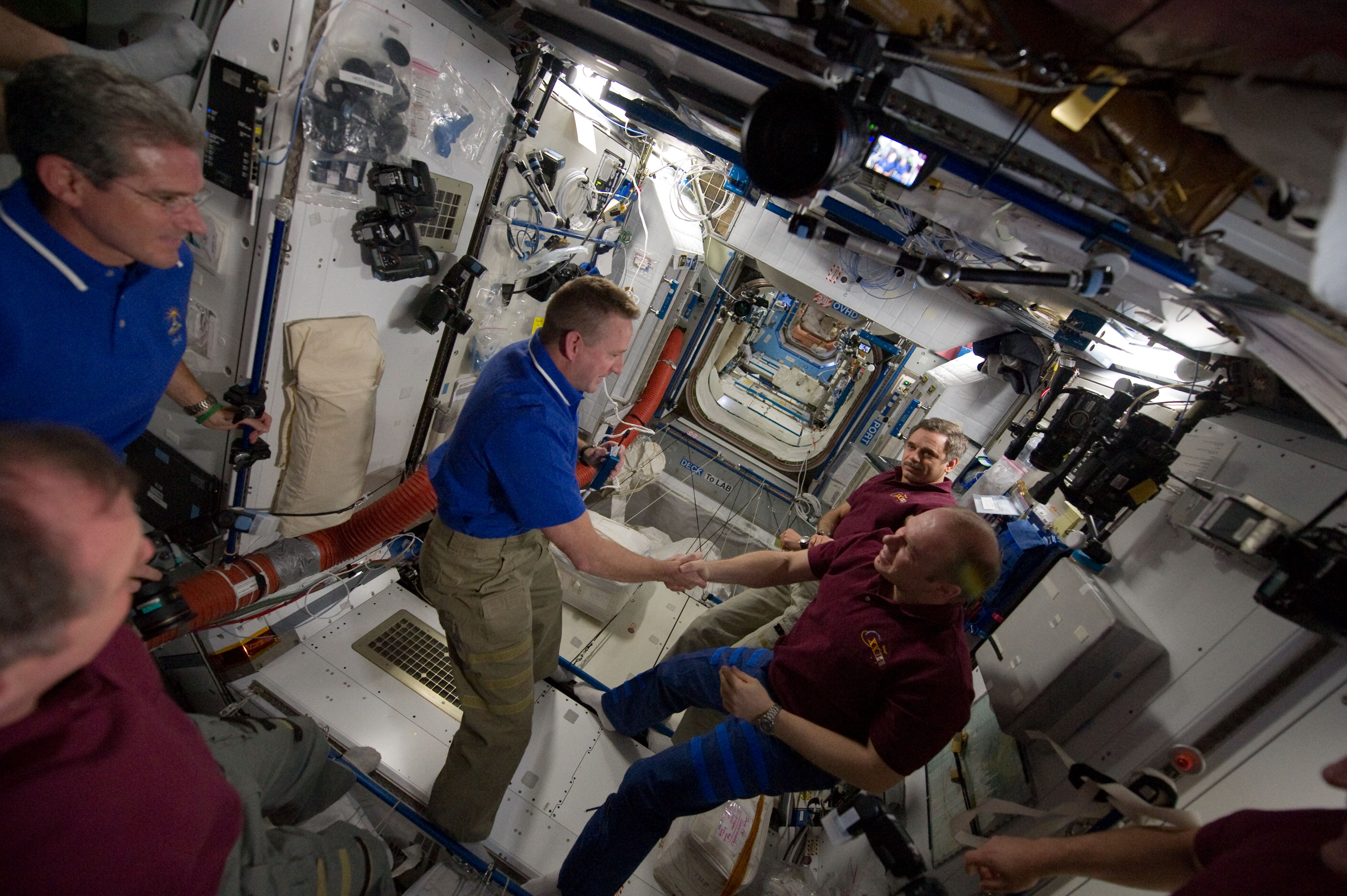
Экипажи «Атлантиса» и МКС прощаются в модуле «Гармония».

В 10 часов 10 минут экипажи шаттла и МКС отвечали на вопросы американских и японских корреспондентов.
В 11 часов 47 минут командир шаттла Кеннет Хэм сообщил, что все работы по переноске грузов завершены. В общей сложности из кабины «Атлантиса» на станцию было перенесено около 994 кг. На Землю возвращается 800 кг оборудования и экспериментальных материалов. Всего (все грузы в кабине и в грузовом отсеке) на станцию было доставлено 13 тонн, на землю возвращено 3,7 тонн.

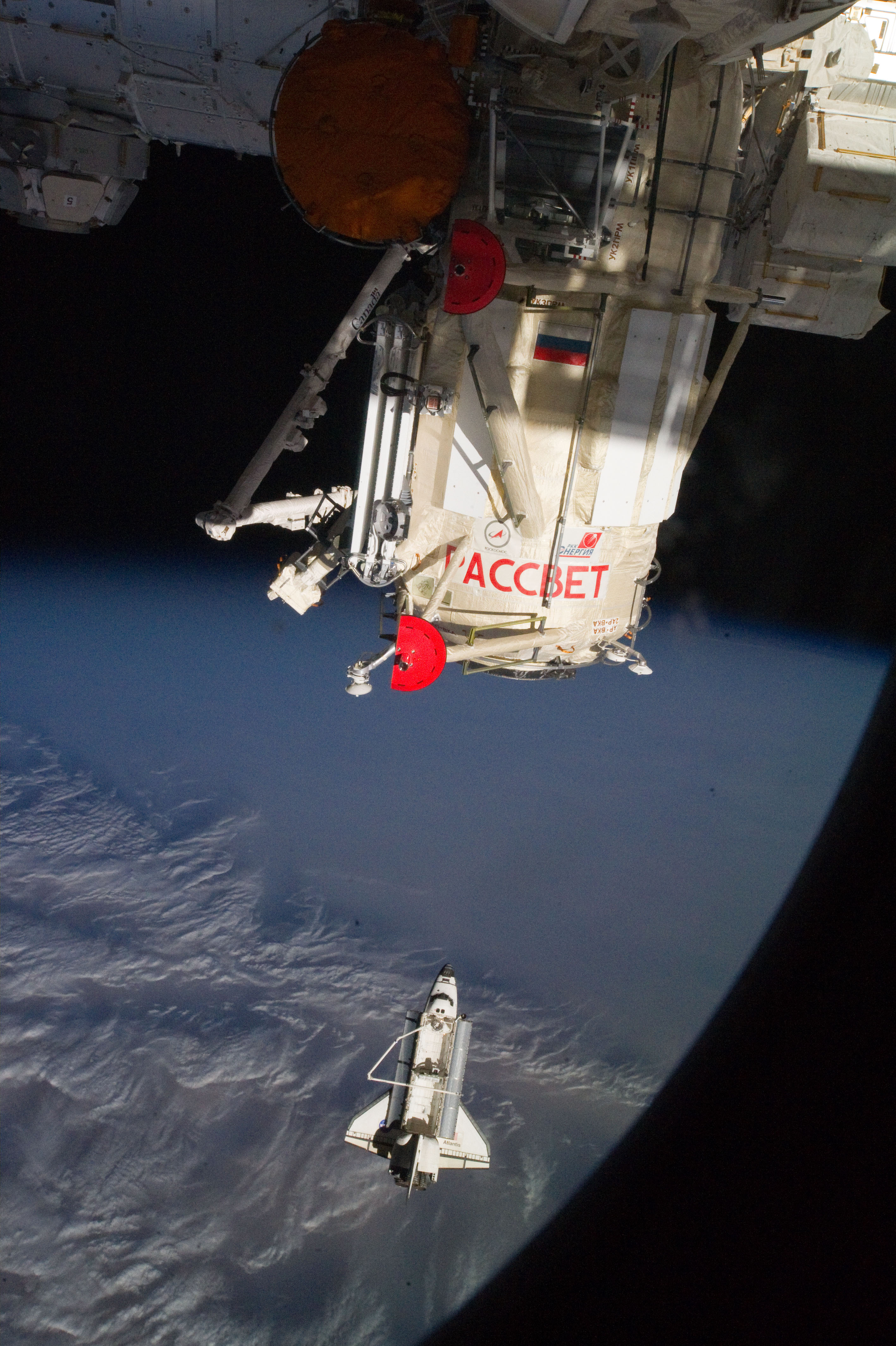
«Атлантис» удаляется от МКС.

В 12 часов 10 минут экипажи шаттла и МКС начали прощаться. Астронавты «Атлантиса» покинули МКС и вернулись на свои места в шаттле. В 12 часов 43 минуты люк между шаттлом и станцией был закрыт. Общее время совместной работы экипажей «Атлантиса» и МКС составило 6 суток 20 часов 25 минут.
В 15 часов комплекс шаттл+МКС был развернут на 180°.
Отстыковка шаттла «Атлантис» от МКС состоялась в 15 часов 22 минуты. В это время шатт л и станция пролетали над Индийским океаном, юго-западнее Австралии. Общее время в состыкованном состоянии составило 7 суток 0 часов 54 минуты.
В 15 часов 31 минуту «Атлантис» удалился на 30 м от станции, скорость удаления — 8 см/с. В 15 часов 45 минут расстояние между «Атлантисом» и МКС составляло 120 м. В 15 часов 47 минут под управлением пилота Тони Антонелли «Атлантис» начал традиционный круговой облёт МКС. В 15 часов 55 минут «Атлантис» находится на расстоянии 168 м от станции и пролетает над тихоокеанским побережьем Мексики. В 16 часов «Атлантис» находится над МКС. «Атлантис» и станция пролетают над городами Техаса: Сан-Антонио, Остин и Даллас. Далее «Атлантис» летит над Арканзасом, Миссури, Иллинойсом, Огайо, озёрами Эри и Онтарио, юго-западнее Торонто, южнее Оттавы и севернее Монреаля. В 16 часов 11 минут «Атлантис» находится сзади станции, расстояние между ними — 213 м. В 16 часов 22 минуты «Атлантис» находится под станцией. В 16 часов 24 минут «Атлантис» и станция пролетают над юго-западным побережьем Франции. В 16 часов 36 минут завершив полный облёт станции, находится по курсу впереди станции.
В 16 часов 38 минут включаются двигатели шаттла и он уходит от станции. В 16 часов 51 минуту «Атлантис» находится на расстоянии 760 м от станции и удаляется со скоростью 1,2 м/с.

### Одиннадцатый день полёта
4:50 24 мая — 20:20 24 мая
Астронавты проводили обследование теплозащитного покрытия шаттла. Обследование началось в 8 часов 30 минут и продолжалось четыре часа. В 12 часов 56 минут удлинитель манипулятора, с установленными на нём камерами, уложен в грузовом отсеке шаттла. В 13 часов 17 минут в грузовом отсеке также сложен робот-манипулятор.
Астронавты собирали и паковали оборудование и инструменты.
Прогноз погоды на время возвращения «Атлантиса» — не благоприятен, ожидаются дожди, что может вызвать проблемы при приземлении.

### Двенадцатый день полёта
4:20 25 мая — 20:20 25 мая
Астронавты готовятся к возвращению на Землю. Они проверяют системы «Атлантиса», задействованные при приземлении, пакуют оборудование в кабине шаттла.
С 12 часов 20 минут астронавты беседовали с корреспондентами американских телевизионных каналов: Colbert Report, ABC Radio Network and WEWS-TV of Cleveland.
После анализа изображений теплозащитного покрытия шаттла, объявлено, что повреждений не обнаружено, «Атлантис» готов к безопасной посадке.
В среду (26 мая) «Атлантис» имеет две возможности для приземления па посадочной полосе № 33 в Космическом центре имени Кеннеди: в 12 часов 48 минут (8 часов 48 минут летнего времени восточного побережья США) и в 14 часов 22 минуты:
- 186 виток, торможение в 11 часов 41 минуты приземление в 8 часов 48 минут
- 187 виток, торможение в 13 часов 17 минут приземление в 14 часов 22 минуты.

Вероятность благоприятной для приземления погоды на мысе Канаверал оценивается как 50 %.
На 26 и 27 мая посадка планируется только на мысе Канаверал. Если из-за неблагоприятных погодных условий, приземление не состоится, то, начиная с 28 мая, будет задействован также запасной аэродром на военно-воздушной базе Эдвардс в Калифорнии.
Ресурсов «Атлантиса» достаточно для продолжения полёта до субботы 29 мая.

### Тринадцатый день полёта
4:20 26 мая — 12:48 26 мая
В 7 часов 45 минут прогноз погоды на время приземления «Атлантиса» оставался всё ещё не определённым — 50 на 50. К 8 часам погода улучшилась, все параметры в пределах допустимого для приземления.

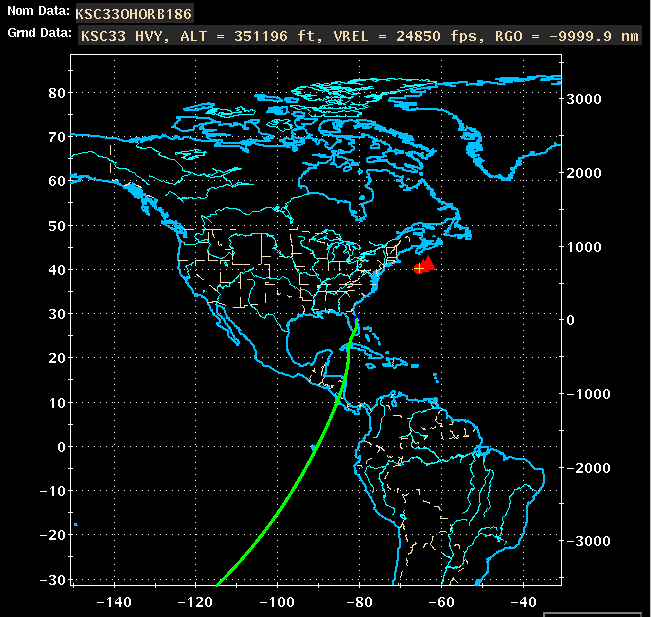
Трасса приземления «Атлантиса».

В 9 часов 27 минут был закрыт грузовой отсек шаттла.
10 часов, грозовой фронт находится в 105 км севернее космодрома. Погода в районе космодрома улучшается, грозовой фронт рассеивается. В 11 часов 7 минут официальный прогноз подтвердил благоприятные условия для приземления «Атлантиса» в запланированное время — 12 часов 48 минут. В 11 часов 12 минут руководитель полёта принимает решение о приземлении «Атлантиса».
В 11 часов 25 минут «Атлантис» разворачивается кормой вперёд перед включением двигателей на торможение. В 11 часов 42 минуты включаются двигатели на торможение. Двигатели проработали три минуты и пять секунд, «Атлантис» сходит с орбиты. В это время он пролетал над Индонезией. В 12 часов 8 минут «Атлантис» развернулся кормой назад перед входом в атмосферу. В 12 часов 16 минут «Атлантис» входит в верхние слои атмосферы, его скорость М25, высота 121 км. «Атлантис» движется над Тихим океаном в направлении юго-запад — северо-восток. В 12 часов 27 минут «Атлантис» на высоте 70 км (44 мили) пролетает над Галапагосскими островами. «Атлантис» пролетает над Коста-Рикой, Никарагуа, Гондурасом, Карибским морем. В 12 часов 34 минуты «Атлантис» находится на высоте 55 км, на расстоянии 965 км от места приземления, его скорость — 14800 км/ч. В 12 часов 36 минут «Атлантис» пролетает над Гаваной. В 12 часов 37 минуты «Атлантис» находится на высоте 43 км, на расстоянии 428 км от места приземления, его скорость — 7560 км/ч. В 12 часов 38 минут «Атлантис» достиг Флориды. В 12 часов 41 минуту «Атлантис» находится на высоте 26 км, на расстоянии 124 км от места приземления. В 12 часов 44 минут командир корабля Кеннет Хэм переходит на ручное управление. «Атлантис» перед заходом на посадку делает разворот на 320°.

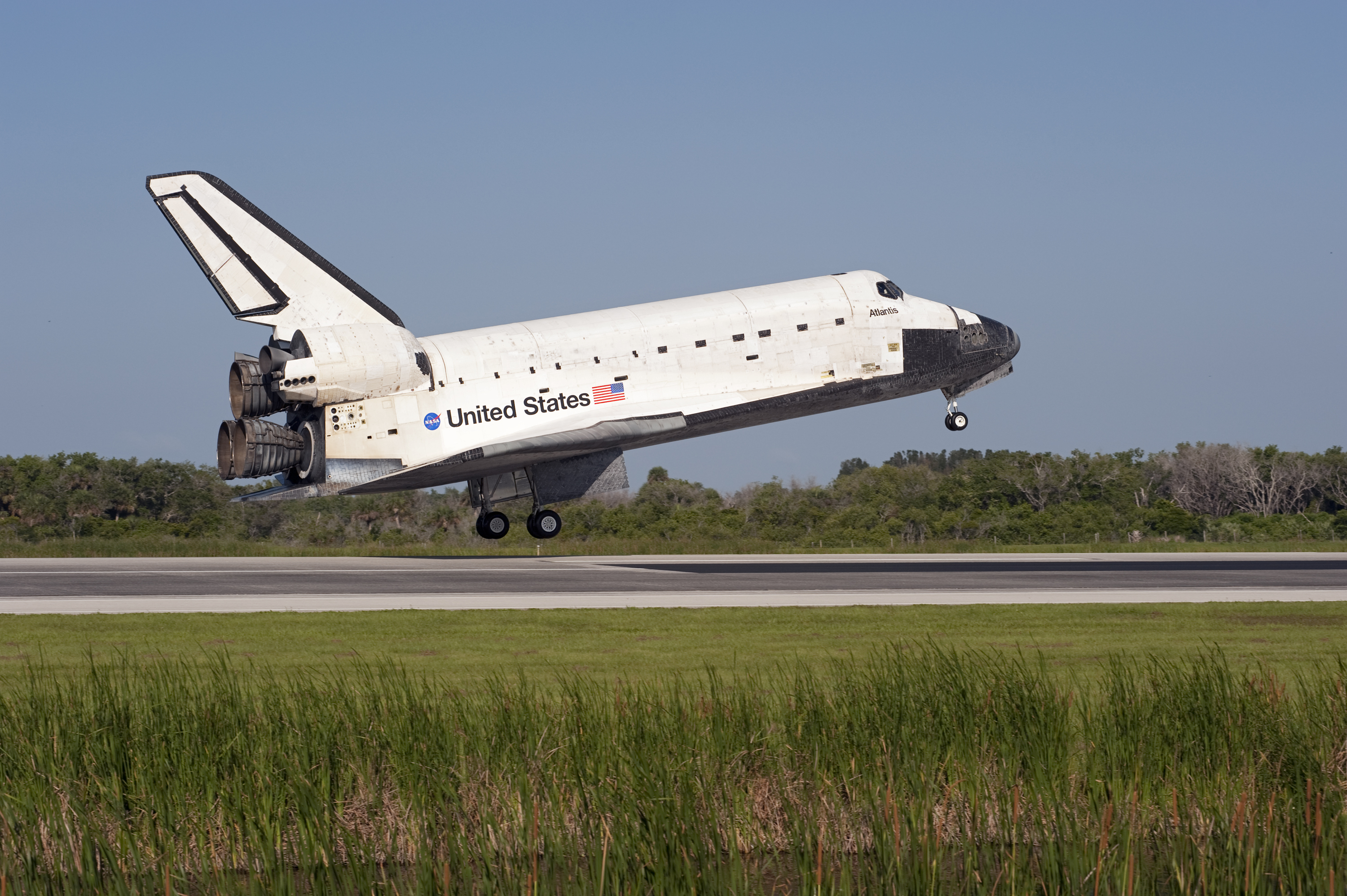
«Атлантис» приземляется.

В 12 часов 48 минут по Гринвичу (8 часов 48 минут летнего североамериканского восточного времени) «Атлантис» успешно приземлился. В 13 часов 40 минут астронавты Кеннет Хэм, Тони Антонелли, Гарретт Рейсман, Майкл Гуд, Стивен Боуен и Пирс Селлерс вышли из шаттла в специальный автобус, где они прошли первый медицинский осмотр после возвращения на Землю. В 14 часов астронавты вышли из автобуса и провели традиционный осмотр своего корабля. Возле «Атлантиса» астронавтов приветствовали первый заместитель директора НАСА Лори Гарвер и директор Космического центра имени Кеннеди Роберт Кабана.
При взлёте вес «Атлантиса» составлял 119 тонн, при приземлении — 95 тонн.
Продолжительность полёта составила 11 суток 18 часов 29 минут 9 секунд. «Атлантис» совершил 186 витков вокруг Земли и преодолел 7,85 млн км. Это был 132-й полёт шаттла, 32-й полёт «Атлантиса», 34 полёт шаттла по программе МКС

## Итоги
Это предпоследний из запланированных полётов шаттла «Атлантис».
«Атлантис» поддерживался в готовности к полёту в качестве спасения для экипажа шаттла «Индевор» STS-134, полёт которого состоялся с 16 мая по 1 июня 2011 года. Для этого возможного экстренного полёта НАСА готовил внешний топливный бак и два твердотопливных ускорителя.
C 8 июля по 21 июля 2011 шаттл «Атлантис» совершил свой последний полёт STS-135, а также последний полёт по программе «Спейс Шаттл».